# Danh sách tập phim Hyakujuu Sentai Gaoranger

Hình tiêu đề của Hyakujuu Sentai Gaoranger.

Hyakujuu Sentai Gaoranger (tựa Việt: Chiến đội siêu thú Gaoranger, hay Siêu nhân Gao) là bộ phim truyền hình thứ 25 nằm trong loạt Super Sentai - một loạt chuỗi phim thuộc thể loại Tokusatsu siêu anh hùng của Nhật Bản, do hãng phim Toei sản xuất. Cốt truyện phim lấy bối cảnh 1000 năm sau chiến thắng của các chiến binh Gao cổ xưa trước dòng giống ác quỷ Oruku, lũ quỷ đã trỗi dậy trở lại và âm mưu hủy diệt toàn bộ nhân loại một lần nữa. Chính vì vậy các Siêu thú đã lựa chọn 5 chiến binh mới (Gao Đỏ, Gao Vàng, Gao Xanh, Gao Đen và Gao Trắng), những người buộc phải từ bỏ cuộc sống hiện tại của mình để cùng nhau chiến đấu dưới tên gọi Hyakujuu Sentai Gaoranger, nhằm ngăn chặn và tiêu diệt bọn Oruku, bảo vệ nền hòa bình thế giới.
Tổng cộng 51 tập phim Hyakujuu Sentai Gaoranger đã được phát sóng trên kênh TV Asahi vào 7 giờ 30 sáng Chủ Nhật hàng tuần từ ngày 18 tháng 2 năm 2001 đến 10 tháng 2 năm 2002. Chi nhánh của công ty Toei là Toei Video Company, đơn vị chịu trách nhiệm phân phối tất cả các tập trên DVD và bắt đầu bán từ ngày 12 tháng 10 năm 2001. Ngoài ra bộ phim cũng có một số tập phim ngoại truyện gồm Quest Ex: GaoPanda Appears!! Gao Access CD, Hyakujuu Sentai Gaoranger: Fire Mountain Roars và Hyakujuu Sentai Gaoranger Super Video: Showdown! Gaoranger vs. GaoSilver. Hãng Toei còn cho phát hành hai tập đặc biệt dưới dạng TV Movie kết hợp với siêu nhân từ các bộ phim khác của loạt Super Sentai là Ninpuu Sentai Hurricaneger vs. Gaoranger và Hyakujuu Sentai Gaoranger vs. Super Sentai!!. Tại Việt Nam, Hãng phim Phương Nam là đơn vị phát hành trọn vẹn bộ phim với tên gọi 5 anh em siêu nhân Gaoranger theo hai mệnh giá: 16.000 đồng cho bộ VCD và 28.000 đồng cho bộ DVD. Năm 2002, công ty Saban Entertainment của Mỹ đã dựa trên Hyakujuu Sentai Gaoranger của Toei để sản xuất một bộ phim có mô-típ tương tự với tựa Power Rangers Wild Force.
Kể từ khi lên sóng, nhờ có cốt truyện rành mạch và hấp dẫn Hyakujuu Sentai Gaoranger đã được đón nhận đông đảo bởi khán giả ở mọi lứa tuổi thông qua màn ảnh nhỏ tại Nhật Bản, qua đó đạt tỉ lệ theo dõi ấn tượng vào các buổi sáng Chủ Nhật và trở thành chương trình có kỷ lục nhiều người xem nhất vào khung giờ Sáng Chủ Nhật trong vòng 20 năm trên kênh TV Asahi ở thời điểm đó. Dù là chương trình dành cho thiếu nhi, bộ phim cũng thu hút rất nhiều đối tượng khán giả ở các lứa tuổi khác và trở thành một chủ đề nóng hổi trên các phương tiện truyền thông ở Nhật lúc bấy giờ.

## Danh sách tập phim

### Chính truyện
| Lưu ý | Lưu ý | Lưu ý | Lưu ý | Lưu ý | Lưu ý |
| --- | ----- | ----- | ----- | ----- | ----- |
| Tên các tập phim bằng tiếng Việt trong bài viết này được đặt theo tựa dịch phim từ thuyết minh viên Tuyết Mai trong đĩa của Hãng phim Phương Nam |       |       |       |       |       |

| |                                                                                     |                      |  |  |  |  |  |  |  |  |  |  |  |  |  |  |  |  |  |  |  |  |  |  |  |  |  |  |  |  |  |  |  |  |  |  |  |  |  |  |  |  |  |  |  |  |  |  |  |  |  |  |  |  |  |  |  |  |  |  |  |  |  |  |  |  |  |  |  |  |  |  |  |  |  |  |  |  |  |  |  |  |  |  |  |  |  |  |  |  |  |  |  |  |  |  |  |  |  |  |  |  |  |  |  |  |  |  |  |  |  |  |  |  |  |  |  |  |  |  |  |  |  |  |  |  |  |  |  |  |  |  |  |  |  |  |  |  |  |  |  |  |  |  |  |  |  |  |  |
| 01 | "Tiếng rống của Gao Sư Tử" "Shishi, Hoeru!!" (獅子、吼える!!)                       | 18 tháng 2 năm 2001  |  |  |  |  |  |  |  |  |  |  |  |  |  |  |  |  |  |  |  |  |  |  |  |  |  |  |  |  |  |  |  |  |  |  |  |  |  |  |  |  |  |  |  |  |  |  |  |  |  |  |  |  |  |  |  |  |  |  |  |  |  |  |  |  |  |  |  |  |  |  |  |  |  |  |  |  |  |  |  |  |  |  |  |  |  |  |  |  |  |  |  |  |  |  |  |  |  |  |  |  |  |  |  |  |  |  |  |  |  |  |  |  |  |  |  |  |  |  |  |  |  |  |  |  |  |  |  |  |  |  |  |  |  |  |  |  |  |  |  |  |  |  |  |  |  |  |  |
| Khi bốn chiến binh Gao đang chiến đấu với hai con quỷ Oruku, một chàng thanh niên đã dũng cảm sử dụng thần giao cách cảm để cứu một chú voi thoát khỏi bị cảnh sát bắn khi nó đang bị hoảng loạn. Gao Pháp sư Tetomu sau khi quan sát người thanh niên này qua dòng suối thần biết rằng anh chính là chiến binh thứ 5 - Gao Đỏ (GaoRed). Sáng sớm hôm sau anh bị bốn chiến binh Gao bao vây và đánh bất tỉnh, gửi anh đến Thiên Đảo, từ đó anh đã khám phá ra đây là nơi các Siêu Thú sinh sống cũng như được Gao Sư Tử (GaoLion) trao cho viên ngọc Gao. Trở về Động Rùa - căn cứ của các siêu nhân, anh được Tetomu trao cho chiếc điện thoại Gao (G-Phone) và cùng các đồng đội mới đi chiến đấu với lũ Oruku. Sau khi tiêu diệt một con Oruku, con Oruku sống sót còn lại gặp JJ và Yabaiba và được chúng hóa khổng lồ, buộc các siêu nhân phải dùng viên ngọc Gao kêu gọi các Siêu thú đến trợ giúp và kết liễu con quỷ Oruku đó thành công. |                                                                                     |                      |  |  |  |  |  |  |  |  |  |  |  |  |  |  |  |  |  |  |  |  |  |  |  |  |  |  |  |  |  |  |  |  |  |  |  |  |  |  |  |  |  |  |  |  |  |  |  |  |  |  |  |  |  |  |  |  |  |  |  |  |  |  |  |  |  |  |  |  |  |  |  |  |  |  |  |  |  |  |  |  |  |  |  |  |  |  |  |  |  |  |  |  |  |  |  |  |  |  |  |  |  |  |  |  |  |  |  |  |  |  |  |  |  |  |  |  |  |  |  |  |  |  |  |  |  |  |  |  |  |  |  |  |  |  |  |  |  |  |  |  |  |  |  |  |  |  |  |
| 02 | "Hình dạng của tâm hồn thánh thiện" "Shūryō Ō, Tatsu!!" (精霊王、起つ!! （たつ）)   | 25 tháng 2 năm 2001  |  |  |  |  |  |  |  |  |  |  |  |  |  |  |  |  |  |  |  |  |  |  |  |  |  |  |  |  |  |  |  |  |  |  |  |  |  |  |  |  |  |  |  |  |  |  |  |  |  |  |  |  |  |  |  |  |  |  |  |  |  |  |  |  |  |  |  |  |  |  |  |  |  |  |  |  |  |  |  |  |  |  |  |  |  |  |  |  |  |  |  |  |  |  |  |  |  |  |  |  |  |  |  |  |  |  |  |  |  |  |  |  |  |  |  |  |  |  |  |  |  |  |  |  |  |  |  |  |  |  |  |  |  |  |  |  |  |  |  |  |  |  |  |  |  |  |  |
| Trong lúc một con Oruku dây gai tấn công một chiếc taxi, Gao Đỏ chuyển đồ đạc đến Động Rùa và làm quen với các đồng đội mới. Sau khi Tetomu phát hiện ra bí ẩn của vụ taxi ở trên qua ti vi, cô và cả nhóm quyết định đến hiện trường để truy tìm manh mối của Oruku. Ở động quỷ Oruku, JJ và Yabaiba đã phát hiện ra chúa tể Oruku mới sắp chào đời. Sau khi đến nơi, các siêu nhân nhất trí chia làm hai nhóm để hành động. Trên đường làm nhiệm vụ cùng Gao Trắng (GaoWhite) dù chứng kiến con Oruku làm hại những người vô tội, Gao Đỏ vẫn giữ niềm tin rằng mình có thể khuất phục được con quỷ này. Tuy nhiên sau khi biết nó không có tim và yêu thích sát hại người vô tội, anh đã tức giận và quyết chí cùng các đồng đội tiêu diệt được Oruku dây gai. Sau khi JJ và Yabaiba hồi sinh Oruku dây gai thành khổng lồ, các siêu nhân tiếp tục kêu gọi Siêu thú đến và đây là lần đầu tiên chúng hợp nhất thành Gao Vua (GaoKing) để chiến đấu và giành thắng lợi trước con quỷ Oruku. |                                                                                     |                      |  |  |  |  |  |  |  |  |  |  |  |  |  |  |  |  |  |  |  |  |  |  |  |  |  |  |  |  |  |  |  |  |  |  |  |  |  |  |  |  |  |  |  |  |  |  |  |  |  |  |  |  |  |  |  |  |  |  |  |  |  |  |  |  |  |  |  |  |  |  |  |  |  |  |  |  |  |  |  |  |  |  |  |  |  |  |  |  |  |  |  |  |  |  |  |  |  |  |  |  |  |  |  |  |  |  |  |  |  |  |  |  |  |  |  |  |  |  |  |  |  |  |  |  |  |  |  |  |  |  |  |  |  |  |  |  |  |  |  |  |  |  |  |  |  |  |  |
| 03 | "Đại bàng hoang dã biến mất" "Arawashi ga Kieru!!" (荒鷲が消える!!)                 | 4 tháng 3 năm 2001   |  |  |  |  |  |  |  |  |  |  |  |  |  |  |  |  |  |  |  |  |  |  |  |  |  |  |  |  |  |  |  |  |  |  |  |  |  |  |  |  |  |  |  |  |  |  |  |  |  |  |  |  |  |  |  |  |  |  |  |  |  |  |  |  |  |  |  |  |  |  |  |  |  |  |  |  |  |  |  |  |  |  |  |  |  |  |  |  |  |  |  |  |  |  |  |  |  |  |  |  |  |  |  |  |  |  |  |  |  |  |  |  |  |  |  |  |  |  |  |  |  |  |  |  |  |  |  |  |  |  |  |  |  |  |  |  |  |  |  |  |  |  |  |  |  |  |  |
| Chúa tể đầu của dòng quỷ Oruku, Syutin chào đời và trực tiếp lãnh đạo JJ-Yabaiba chống lại các chiến binh Gao. Trong khi đó Oruku máy ảnh biến thành chiếc máy ảnh rẻ tiền và lừa một cậu nhóc mua lấy nó. Ở Động Rùa, Gao Vàng (GaoYellow) tỏ ra bất mãn trước điều luật cấm hành động một mình mà Gao Đỏ đưa ra nên bỏ đi thì bắt gặp những nạn nhân mà cậu nhóc kia chụp ảnh dần biến mất nên đã đuổi theo cậu. Rồi Gao Vàng gặp cậu nhóc đang bị Oruku hăm dọa chụp ảnh hãm hại anh, nhưng cậu từ chối và bỏ chạy, để lại anh đối đầu trực tiếp với Oruku máy ảnh và JJ-Yabaiba. Khi các đồng đội kịp chạy đến thì Gao Vàng đã bị Oruku chụp ảnh và cơ thể anh dần biến mất, buộc họ phải đưa anh về Động Rùa. Chứng kiến Gao Vàng đang chết dần chết mòn, Gao Đỏ đã quyết tâm đi tìm Oruku để cứu đồng đội và đoạt được tệp ảnh từ nó, giải cứu cho Gao Vàng và các nạn nhân bị chụp ảnh. Sau đó các chiến binh Gao đã hợp sức tiêu diệt Oruku, sau đó họ kêu gọi các Siêu Thú kết hợp thành Gao Vua và đánh bại nốt Oruku máy ảnh lúc được JJ hồi sinh khổng lồ. |                                                                                     |                      |  |  |  |  |  |  |  |  |  |  |  |  |  |  |  |  |  |  |  |  |  |  |  |  |  |  |  |  |  |  |  |  |  |  |  |  |  |  |  |  |  |  |  |  |  |  |  |  |  |  |  |  |  |  |  |  |  |  |  |  |  |  |  |  |  |  |  |  |  |  |  |  |  |  |  |  |  |  |  |  |  |  |  |  |  |  |  |  |  |  |  |  |  |  |  |  |  |  |  |  |  |  |  |  |  |  |  |  |  |  |  |  |  |  |  |  |  |  |  |  |  |  |  |  |  |  |  |  |  |  |  |  |  |  |  |  |  |  |  |  |  |  |  |  |  |  |  |
| 04 | "Cả hai không bao giờ đầu hàng" "Futari de Nebagiba!!" (二人でネバギバ!!)           | 11 tháng 3 năm 2001  |  |  |  |  |  |  |  |  |  |  |  |  |  |  |  |  |  |  |  |  |  |  |  |  |  |  |  |  |  |  |  |  |  |  |  |  |  |  |  |  |  |  |  |  |  |  |  |  |  |  |  |  |  |  |  |  |  |  |  |  |  |  |  |  |  |  |  |  |  |  |  |  |  |  |  |  |  |  |  |  |  |  |  |  |  |  |  |  |  |  |  |  |  |  |  |  |  |  |  |  |  |  |  |  |  |  |  |  |  |  |  |  |  |  |  |  |  |  |  |  |  |  |  |  |  |  |  |  |  |  |  |  |  |  |  |  |  |  |  |  |  |  |  |  |  |  |  |
| Trong một đêm đột nhập một ngôi đền ma khám phá bí ẩn, Gao Đen (GaoBlack) đã vô tình làm Gao Xanh (GaoBlue) bị thương. Ở một diễn biến khác, trong lúc tìm hiểu làn sóng bí ẩn gây động đất từ ngôi đền, Syutin cùng đồng bọn gặp Oruku chuông đang hoành hoành ở đây và chúng thông đồng với nhau đối phó với các siêu nhân. Chưa nguôi giận Gao Đen, Gao Xanh bỏ đi đến cửa đền thì chạm trán bọn Oruku và bị chúng nhốt vào chuông hành hạ. Phát hiện đồng đội gặp nguy hiểm, các chiến binh Gao đã ngay lập tức đến ngôi đền, đặc biệt là Gao Đen với quyết tâm "trả ơn" cho Gao Xanh từ quá khứ. Sau cùng Gao Đen đã giải cứu thành công Gao Xanh và bộ đôi đã phối hợp ăn ý hạ gục Oruku, tạo tiền đề cho các siêu nhân kết liễu nó sau đó. Sau khi Gao Vua đả bại Oruku lúc hóa khổng lồ, các chiến binh Gao đã đoạt lại được từ Syutin một cuốn cổ thư và một hòn đá có năng lực siêu nhiên bí ẩn. |                                                                                     |                      |  |  |  |  |  |  |  |  |  |  |  |  |  |  |  |  |  |  |  |  |  |  |  |  |  |  |  |  |  |  |  |  |  |  |  |  |  |  |  |  |  |  |  |  |  |  |  |  |  |  |  |  |  |  |  |  |  |  |  |  |  |  |  |  |  |  |  |  |  |  |  |  |  |  |  |  |  |  |  |  |  |  |  |  |  |  |  |  |  |  |  |  |  |  |  |  |  |  |  |  |  |  |  |  |  |  |  |  |  |  |  |  |  |  |  |  |  |  |  |  |  |  |  |  |  |  |  |  |  |  |  |  |  |  |  |  |  |  |  |  |  |  |  |  |  |  |  |
| 05 | "Ngọn núi di động" "Yama ga Ugoku!!" (山が動く!!)                                   | 18 tháng 3 năm 2001  |  |  |  |  |  |  |  |  |  |  |  |  |  |  |  |  |  |  |  |  |  |  |  |  |  |  |  |  |  |  |  |  |  |  |  |  |  |  |  |  |  |  |  |  |  |  |  |  |  |  |  |  |  |  |  |  |  |  |  |  |  |  |  |  |  |  |  |  |  |  |  |  |  |  |  |  |  |  |  |  |  |  |  |  |  |  |  |  |  |  |  |  |  |  |  |  |  |  |  |  |  |  |  |  |  |  |  |  |  |  |  |  |  |  |  |  |  |  |  |  |  |  |  |  |  |  |  |  |  |  |  |  |  |  |  |  |  |  |  |  |  |  |  |  |  |  |  |
| Trong lúc các siêu nhân đang nghiên cứu cuốn cổ thư lấy được ở tập trước, Tetomu đã phát hiện ra vật bên trong hòn đá là một viên gọc Gao, Gao Voi Khổng lồ. Ở động quỷ, Syutin hạ quyết tâm muốn trả thù các chiến binh Gao qua đó ra lệnh Oruku Bánh xe kết hợp với cặp JJ-Yabaiba với kế hoạch đánh bại LLSMST. Ở Động Rùa, Tetomu đã yêu cầu các chiến binh Gao còn mình cô tự đi tìm lời giải cho hòn đá, nhưng Gao Trắng và Gao Đỏ đã bí mật đi theo bảo vệ. Khi Tetomu vô tình đánh rơi hòn đá trên đường đi gây ra làn sóng đánh động Syutin, bọn Oruku đã chuyển mục tiêu tới hòn đá. Đột ngột Oruku bánh xe tấn công và bắt cóc Tetomu lẫn hòn đá, buộc LLSMST phải đuổi theo và giải cứu thành công Tetomua khỏi tay bọn Oruku, còn Gao Đỏ dùng súng máy Gao để hạ Oruku bánh xe. Trong khi Gao Vua đang chiến đấu với Oruku bánh xe vừa được hồi sinh khổng lồ, Gao Trắng nhảy xuống mặt đất cứu Tetomu. Lúc trận chiến đang hồi gay cấn, cuối cùng Tetomu đã làm viên ngọc Gao Voi xuất hiện và trao cho viên ngọc cho Gao Trắng để nữ chiến binh này triệu hồi Gao Voi, rồi kết hợp Siêu thú mới này với Gao Vua đánh bại Oruku khổng lồ. Cuối tập phim Tetomu tiết lộ cô đã 1022 tuổi.                                                                      |                                                                                     |                      |  |  |  |  |  |  |  |  |  |  |  |  |  |  |  |  |  |  |  |  |  |  |  |  |  |  |  |  |  |  |  |  |  |  |  |  |  |  |  |  |  |  |  |  |  |  |  |  |  |  |  |  |  |  |  |  |  |  |  |  |  |  |  |  |  |  |  |  |  |  |  |  |  |  |  |  |  |  |  |  |  |  |  |  |  |  |  |  |  |  |  |  |  |  |  |  |  |  |  |  |  |  |  |  |  |  |  |  |  |  |  |  |  |  |  |  |  |  |  |  |  |  |  |  |  |  |  |  |  |  |  |  |  |  |  |  |  |  |  |  |  |  |  |  |  |  |  |
| 06 | "Con bò lo lắng" "Ushi, Kogareru!!" (牛、焦がれる!!)                                | 25 tháng 3 năm 2001  |  |  |  |  |  |  |  |  |  |  |  |  |  |  |  |  |  |  |  |  |  |  |  |  |  |  |  |  |  |  |  |  |  |  |  |  |  |  |  |  |  |  |  |  |  |  |  |  |  |  |  |  |  |  |  |  |  |  |  |  |  |  |  |  |  |  |  |  |  |  |  |  |  |  |  |  |  |  |  |  |  |  |  |  |  |  |  |  |  |  |  |  |  |  |  |  |  |  |  |  |  |  |  |  |  |  |  |  |  |  |  |  |  |  |  |  |  |  |  |  |  |  |  |  |  |  |  |  |  |  |  |  |  |  |  |  |  |  |  |  |  |  |  |  |  |  |  |
| Trong một lần phục kích Oruku đám cưới, các chiến binh Gao đã truy đuổi nó đến một khách sạn nhưng mất dấu, nên họ đã chia nhau ra tìm. Gao Đen vào nhầm phòng của một cô dâu và mê mẩn nhan sắc của nữ nhân viên khách sạn đứng cạnh, rồi anh và cả đội đều bị người quản lý khách sạn đuổi khỏi đó. Trở về Động Rùa, cả nhóm lên kế hoạch mới thâm nhập vào khách sạn. Ở một phòng kín của khách sạn, Oruku đám cưới biến nạn nhân mới nhất thành ma-nơ-canh và bổ sung vào bộ sưu tập của nó. Sau khi cả đột lọt vào trong khách sạn thành công, họ phát hiện ra một nghi phạm có động cơ bí ẩn nhằm vào cô dâu, các siêu nhân nghi ngờ người quản lý chính là Oruku, khiến cả đội lập mưu phục kích ở đám cưới nhưng không phát hiện được Oruku. Cuối cùng tất cả phát hiện cô dâu mới chính là Oruku cải trang, còn Gao Đen trong lốt cải trang cô dâu bị Oruku bắt cóc. Rồi anh cũng phát hiện người trong mộng của mình lại làm việc cho Oruku và chứng kiến cô bị nó biến thành đứa bé, Gao Đen đã tức giận đánh tay đôi với Oruku đám cưới, rồi tiếp đó cả đội đến hỗ trợ anh hạ con quỷ này. Cuối tập phim, cô nhân viên mà Gao Đen yêu tiết lộ cô đã đính hôn với tay quản lý khách sạn.                                                                        |                                                                                     |                      |  |  |  |  |  |  |  |  |  |  |  |  |  |  |  |  |  |  |  |  |  |  |  |  |  |  |  |  |  |  |  |  |  |  |  |  |  |  |  |  |  |  |  |  |  |  |  |  |  |  |  |  |  |  |  |  |  |  |  |  |  |  |  |  |  |  |  |  |  |  |  |  |  |  |  |  |  |  |  |  |  |  |  |  |  |  |  |  |  |  |  |  |  |  |  |  |  |  |  |  |  |  |  |  |  |  |  |  |  |  |  |  |  |  |  |  |  |  |  |  |  |  |  |  |  |  |  |  |  |  |  |  |  |  |  |  |  |  |  |  |  |  |  |  |  |  |  |
| 07 | "Lời giấc chiêm bao" "Yume ga Kataru!!" (夢が語る!!)                                | 1 tháng 4 năm 2001   |  |  |  |  |  |  |  |  |  |  |  |  |  |  |  |  |  |  |  |  |  |  |  |  |  |  |  |  |  |  |  |  |  |  |  |  |  |  |  |  |  |  |  |  |  |  |  |  |  |  |  |  |  |  |  |  |  |  |  |  |  |  |  |  |  |  |  |  |  |  |  |  |  |  |  |  |  |  |  |  |  |  |  |  |  |  |  |  |  |  |  |  |  |  |  |  |  |  |  |  |  |  |  |  |  |  |  |  |  |  |  |  |  |  |  |  |  |  |  |  |  |  |  |  |  |  |  |  |  |  |  |  |  |  |  |  |  |  |  |  |  |  |  |  |  |  |  |
| Một làn sương mù bí ẩn bất ngờ tấn công một tàu đánh cá trên biển. Ở Động Rùa, Gao Xanh có một giấc chiêm bao kì lạ: lời tiên tri về một mũi tên vằn, ngay lập tức Tetomu thông báo có tín hiệu Oruku ở ngoài biển. Sau khi đặt chân đến bờ biển và giải cứu một cậu nhóc, cả đội liền chạm trán Oruku Yart và Gao Xanh bị đánh trọng thương trong lúc chiến đấu. Khi đang dưỡng thương, giấc chiêm bao tái hiện khiến Gao Xanh quyết tâm đến bờ biển tìm hiểu. Gặp lại cậu nhóc hôm trước, anh được cậu kể lại rằng chiếc chai chứa mảnh giấy trên người Oruku thuộc về cha cậu, một thủy thủ đoàn trong chiếc tàu đánh cá bị mất tích. Ngay sau đó Oruku Yart lại tấn công và Gao Xanh liền chạy đến chiến đấu trước khi các đồng đội kịp đến hỗ trợ. Gao Xanh đã nhanh trí tìm cách cắt sừng của Oruku Yart và đoạt lại chiếc chai nhựa cho cậu nhóc, tạo tiền đề cho cả đội hạ gục nó. Khi con quỷ này được hồi sinh khổng lồ và đang gây khó khăn cho Gao Vua, Gao Xanh phát hiện lời tiên tri về mũi tên vằn đã thành sự thật, hóa ra đó là cách gọi khác của Gao hươu cao cổ. Kế đó anh đã triệu hồi được Siêu thú mới này để kết hợp với Gao Vua tiêu diệt Oruku khổng lồ thành công. Ở đoạn cuối, cha của cậu nhóc cùng đoàn thủy thủ đã trở về đất liền an toàn. |                                                                                     |                      |  |  |  |  |  |  |  |  |  |  |  |  |  |  |  |  |  |  |  |  |  |  |  |  |  |  |  |  |  |  |  |  |  |  |  |  |  |  |  |  |  |  |  |  |  |  |  |  |  |  |  |  |  |  |  |  |  |  |  |  |  |  |  |  |  |  |  |  |  |  |  |  |  |  |  |  |  |  |  |  |  |  |  |  |  |  |  |  |  |  |  |  |  |  |  |  |  |  |  |  |  |  |  |  |  |  |  |  |  |  |  |  |  |  |  |  |  |  |  |  |  |  |  |  |  |  |  |  |  |  |  |  |  |  |  |  |  |  |  |  |  |  |  |  |  |  |  |
| 08 | "Chú chó thân yêu đang chạy" "Inu, Hashiru!!" (犬、走る!!)                          | 8 tháng 4 năm 2001   |  |  |  |  |  |  |  |  |  |  |  |  |  |  |  |  |  |  |  |  |  |  |  |  |  |  |  |  |  |  |  |  |  |  |  |  |  |  |  |  |  |  |  |  |  |  |  |  |  |  |  |  |  |  |  |  |  |  |  |  |  |  |  |  |  |  |  |  |  |  |  |  |  |  |  |  |  |  |  |  |  |  |  |  |  |  |  |  |  |  |  |  |  |  |  |  |  |  |  |  |  |  |  |  |  |  |  |  |  |  |  |  |  |  |  |  |  |  |  |  |  |  |  |  |  |  |  |  |  |  |  |  |  |  |  |  |  |  |  |  |  |  |  |  |  |  |  |
| Ở Động Rùa, Gao Trắng nhặt được một chiếc ví và đem bức hình một cô gái cho các đồng đội xem, khiến cả bọn nghĩ đó là bạn gái Gao Đỏ, sau đó Gao Đỏ phát hiện đó là ví của mình. Đúng lúc này có tín hiệu báo Oruku ở ngoại ô thành phố (gần nơi Gao Đỏ sinh sống), buộc anh cùng Gao Trắng đến điều tra và chạm trán Oruku đèn giao thông, rồi anh bị tên quỷ chiếu đèn làm mất trí nhớ và bị đánh bất tỉnh, trôi dạt bờ sông. Sau khi được một chú chó đánh hơi tìm thấy và đưa về nhà một cô gái và ông lão, anh phát hiện thân thế mình trước đây là Bác sĩ thú y Chow nhưng không nhớ gì về LLSMST. Dù cho Gao Trắng và các đồng đội đã tìm được Gao Đỏ và không thể thuyết phục anh nhớ lại, nhưng khi các đồng đội gặp khó trước Oruku, Gao Đỏ vẫn quyết tâm ở lại giúp đỡ và biến hình để chiến đấu, giúp cả đội hạ gục Oruku. Cuối tập phim, Gao Đỏ nói lời tạm biệt gia đình ông lão và tiết lộ với các đồng đội người yêu của anh không phải là cô gái như họ nghĩ mà là chú chó trong trong tấm ảnh. |                                                                                     |                      |  |  |  |  |  |  |  |  |  |  |  |  |  |  |  |  |  |  |  |  |  |  |  |  |  |  |  |  |  |  |  |  |  |  |  |  |  |  |  |  |  |  |  |  |  |  |  |  |  |  |  |  |  |  |  |  |  |  |  |  |  |  |  |  |  |  |  |  |  |  |  |  |  |  |  |  |  |  |  |  |  |  |  |  |  |  |  |  |  |  |  |  |  |  |  |  |  |  |  |  |  |  |  |  |  |  |  |  |  |  |  |  |  |  |  |  |  |  |  |  |  |  |  |  |  |  |  |  |  |  |  |  |  |  |  |  |  |  |  |  |  |  |  |  |  |  |  |
| 09 | "Những nụ cười của cặp song sinh" "Futago ga Hohoemu" (双子が微笑む)                | 15 tháng 4 năm 2001  |  |  |  |  |  |  |  |  |  |  |  |  |  |  |  |  |  |  |  |  |  |  |  |  |  |  |  |  |  |  |  |  |  |  |  |  |  |  |  |  |  |  |  |  |  |  |  |  |  |  |  |  |  |  |  |  |  |  |  |  |  |  |  |  |  |  |  |  |  |  |  |  |  |  |  |  |  |  |  |  |  |  |  |  |  |  |  |  |  |  |  |  |  |  |  |  |  |  |  |  |  |  |  |  |  |  |  |  |  |  |  |  |  |  |  |  |  |  |  |  |  |  |  |  |  |  |  |  |  |  |  |  |  |  |  |  |  |  |  |  |  |  |  |  |  |  |  |
| Trong một buổi sáng đi qua bệnh viện, Gao Vàng cứu một cặp nhóc song sinh vừa chạy trốn từ bệnh viện khỏi tay một ông quản lý bệnh viện. Sau đó anh chạm trán Oruku sóng di động, nhưng rồi bị Oruku làm hỏng sóng G-Phone và bị đánh trọng thương phải chạy trốn. Khi đang ẩn náu thì anh gặp cặp nhóc ban nãy và bảo vệ chúng khỏi Oruku dù đang bị thương và ngất xỉu. Trong khi đang dưỡng thương, cặp song sinh đưa Gao Vàng vào một giấc mơ đến một nơi tối tăm và nhờ anh lấy bông hoa dưới đáy vực, sau cùng khi tỉnh lại anh đồng ý giúp chúng lấy bông hoa. Trong lúc các đồng đội tìm cách hạ Oruku, Gao Vàng bất chấp nguy hiểm nhưng vẫn đoạt được bông hoa và trao nó cho cặp song sinh, đổi lại chúng tặng anh hai hạt đậu rồi anh trở lại trợ giúp các siêu nhân giúp cả đội hạ Oruku sóng di động. Tiếp đó khi Oruku hồi sinh khổng lồ tỏ ra áp đảo so với Gao Vua, cặp song sinh xuất hiện và hóa thân thành cặp Gao Gấu Đen-Gấu Bắc Cực, còn hai hạt đậu trong tay Gao Vàng biến thành hai viên ngọc Gao. Hai Siêu thú mới đã kết hợp với Gao Vua tiêu diệt Oruku thành công, nhưng do năng lượng của chúng quá lớn nên làm mất cân bằng và khiến Gao Sư tử trọng thương.                                                                               |                                                                                     |                      |  |  |  |  |  |  |  |  |  |  |  |  |  |  |  |  |  |  |  |  |  |  |  |  |  |  |  |  |  |  |  |  |  |  |  |  |  |  |  |  |  |  |  |  |  |  |  |  |  |  |  |  |  |  |  |  |  |  |  |  |  |  |  |  |  |  |  |  |  |  |  |  |  |  |  |  |  |  |  |  |  |  |  |  |  |  |  |  |  |  |  |  |  |  |  |  |  |  |  |  |  |  |  |  |  |  |  |  |  |  |  |  |  |  |  |  |  |  |  |  |  |  |  |  |  |  |  |  |  |  |  |  |  |  |  |  |  |  |  |  |  |  |  |  |  |  |  |
| 10 | "Tiếng gọi của Mặt Trăng" "Tsuki ga Maneku!!" (月が招く!!)                          | 22 tháng 4 năm 2001  |  |  |  |  |  |  |  |  |  |  |  |  |  |  |  |  |  |  |  |  |  |  |  |  |  |  |  |  |  |  |  |  |  |  |  |  |  |  |  |  |  |  |  |  |  |  |  |  |  |  |  |  |  |  |  |  |  |  |  |  |  |  |  |  |  |  |  |  |  |  |  |  |  |  |  |  |  |  |  |  |  |  |  |  |  |  |  |  |  |  |  |  |  |  |  |  |  |  |  |  |  |  |  |  |  |  |  |  |  |  |  |  |  |  |  |  |  |  |  |  |  |  |  |  |  |  |  |  |  |  |  |  |  |  |  |  |  |  |  |  |  |  |  |  |  |  |  |
| Nhằm tìm ra cây nấm ánh trăng trong một khu rừng thiêng để chữa trị cho Gao Sư tử, các chiến binh Gao đã bị lạc trong một khu rừng ở thời cổ đại, từ đó họ gặp gỡ được những người dân sống trong thời đại đó cũng như khát vọng xua đuổi quỷ dữ khỏi khu rừng của họ. Tại đây các siêu nhân cũng chạm trán Oruku chặt cây và gặp vô vàn khó khăn, đặc biệt trong bối cảnh Gao Sư tử bị trọng thương vẫn cố sức chiến đấu, dẫn đến thất bại của đội trước Orruku. Trong tình thế nguy cấp, Debra đã niệm cầu thần linh thì trên tay Gao Đỏ xuất hiện viên ngọc của Gao Khỉ Tinh Tinh. Siêu thú mới này đã thay thể Gao Sư tử, kết hợp với các Siêu thú còn lại thành GaoGingko để tiêu diệt thành công Oruku. Cuối phim tất cả quay trở lại thời hiện đại và nhận được món quà từ cây nấm ánh trăng mà Debra cất giữ trong một miếu thờ nhỏ từ hàng nghìn năm trước. |                                                                                     |                      |  |  |  |  |  |  |  |  |  |  |  |  |  |  |  |  |  |  |  |  |  |  |  |  |  |  |  |  |  |  |  |  |  |  |  |  |  |  |  |  |  |  |  |  |  |  |  |  |  |  |  |  |  |  |  |  |  |  |  |  |  |  |  |  |  |  |  |  |  |  |  |  |  |  |  |  |  |  |  |  |  |  |  |  |  |  |  |  |  |  |  |  |  |  |  |  |  |  |  |  |  |  |  |  |  |  |  |  |  |  |  |  |  |  |  |  |  |  |  |  |  |  |  |  |  |  |  |  |  |  |  |  |  |  |  |  |  |  |  |  |  |  |  |  |  |  |  |
| 11 | "Cha ở Tokyo" "Chichioya, Jōkyō" (父親、上京)                                       | 29 tháng 4 năm 2001  |  |  |  |  |  |  |  |  |  |  |  |  |  |  |  |  |  |  |  |  |  |  |  |  |  |  |  |  |  |  |  |  |  |  |  |  |  |  |  |  |  |  |  |  |  |  |  |  |  |  |  |  |  |  |  |  |  |  |  |  |  |  |  |  |  |  |  |  |  |  |  |  |  |  |  |  |  |  |  |  |  |  |  |  |  |  |  |  |  |  |  |  |  |  |  |  |  |  |  |  |  |  |  |  |  |  |  |  |  |  |  |  |  |  |  |  |  |  |  |  |  |  |  |  |  |  |  |  |  |  |  |  |  |  |  |  |  |  |  |  |  |  |  |  |  |  |  |
| Gao Trắng đã trở về căn hộ của mình để chuẩn bị đón cha cô lên Tokyo thăm con. Giữa lúc này Oruku đột ngột xuất hiện buộc cô phải tạm gác bữa ăn đang chuẩn bị cho cha để đi chiến đấu với Oruku. Bằng tinh thần và nghị lực chiến đầu kiên cường, Gao Trắng đã giành chiến thắng trước Oruku Samurai trước sự theo dõi của cha cô, khiến ông rất hài lòng. Sau khi Gao Vua đả bại Oruku khổng lồ, Gao Trắng trở về căn hộ và nhận được một bức tâm thư cảm động do cha cô viết trước khi ông khăn gói trở về quê. |                                                                                     |                      |  |  |  |  |  |  |  |  |  |  |  |  |  |  |  |  |  |  |  |  |  |  |  |  |  |  |  |  |  |  |  |  |  |  |  |  |  |  |  |  |  |  |  |  |  |  |  |  |  |  |  |  |  |  |  |  |  |  |  |  |  |  |  |  |  |  |  |  |  |  |  |  |  |  |  |  |  |  |  |  |  |  |  |  |  |  |  |  |  |  |  |  |  |  |  |  |  |  |  |  |  |  |  |  |  |  |  |  |  |  |  |  |  |  |  |  |  |  |  |  |  |  |  |  |  |  |  |  |  |  |  |  |  |  |  |  |  |  |  |  |  |  |  |  |  |  |  |
| 12 | "Ai là thật?" "Honmono wa Dotchi!?" (本物はどっち!?)                                | 6 tháng 5 năm 2001   |  |  |  |  |  |  |  |  |  |  |  |  |  |  |  |  |  |  |  |  |  |  |  |  |  |  |  |  |  |  |  |  |  |  |  |  |  |  |  |  |  |  |  |  |  |  |  |  |  |  |  |  |  |  |  |  |  |  |  |  |  |  |  |  |  |  |  |  |  |  |  |  |  |  |  |  |  |  |  |  |  |  |  |  |  |  |  |  |  |  |  |  |  |  |  |  |  |  |  |  |  |  |  |  |  |  |  |  |  |  |  |  |  |  |  |  |  |  |  |  |  |  |  |  |  |  |  |  |  |  |  |  |  |  |  |  |  |  |  |  |  |  |  |  |  |  |  |
| Để làm cho Trứng Gao (GaoEgg) nở sớm giúp chữa trị cho Gao Sư Tử, Tetomu và lực lượng chiến binh Gao đã đến thung lũng hắc ám. Tại đây họ chạm Oruku nhân bản - kẻ có thể nhân bản bất cứ ai mà nó muốn và gây nhiều khó khăn cho các siêu nhân trong việc phân biệt ai thật ai giả. Sau cùng LLSMST đã đánh bại chính các phiên bản của mình do Oruku tạo ra, tạo tiền đề cho chiến thắng của Gao Vua sau đó. Cuối tập phim Trứng Gao bắt đầu tỏa nhiệt và chuẩn bị nở. |                                                                                     |                      |  |  |  |  |  |  |  |  |  |  |  |  |  |  |  |  |  |  |  |  |  |  |  |  |  |  |  |  |  |  |  |  |  |  |  |  |  |  |  |  |  |  |  |  |  |  |  |  |  |  |  |  |  |  |  |  |  |  |  |  |  |  |  |  |  |  |  |  |  |  |  |  |  |  |  |  |  |  |  |  |  |  |  |  |  |  |  |  |  |  |  |  |  |  |  |  |  |  |  |  |  |  |  |  |  |  |  |  |  |  |  |  |  |  |  |  |  |  |  |  |  |  |  |  |  |  |  |  |  |  |  |  |  |  |  |  |  |  |  |  |  |  |  |  |  |  |  |
| 13 | "Tiếng hót đầu đời của Chim Thần" "Ubugoe ga Kōru" (産声が凍る)                     | 13 tháng 5 năm 2001  |  |  |  |  |  |  |  |  |  |  |  |  |  |  |  |  |  |  |  |  |  |  |  |  |  |  |  |  |  |  |  |  |  |  |  |  |  |  |  |  |  |  |  |  |  |  |  |  |  |  |  |  |  |  |  |  |  |  |  |  |  |  |  |  |  |  |  |  |  |  |  |  |  |  |  |  |  |  |  |  |  |  |  |  |  |  |  |  |  |  |  |  |  |  |  |  |  |  |  |  |  |  |  |  |  |  |  |  |  |  |  |  |  |  |  |  |  |  |  |  |  |  |  |  |  |  |  |  |  |  |  |  |  |  |  |  |  |  |  |  |  |  |  |  |  |  |  |
| Trứng Gao nở thành một chú chim nhỏ đáng yêu, đúng lúc này tín hiệu Oruku xuất hiện khiến các chiến binh Gao phải đi làm nhiệm vụ. Họ đã đối đầu trực tiếp với Chúa tể Syutin phối hợp cùng Oruku đông lạnh và JJ-Yabaiba, sau cùng Gao Đỏ đã hạ được Oruku đông lạnh. Khi đang chiến đấu với Oruku vừa được hồi sinh khổng lồ, con quỷ này đã làm đông lạnh và vô hiệu hóa hoạt động của toàn bộ các siêu thú, viên ngọc Gao cũng như G-Phone, qua đó biến các siêu nhân trở vệ hình dạng người. Không có siêu năng lực cả đội gần như bất lực và bị đám Oruku áp đảo hoàn toàn. |                                                                                     |                      |  |  |  |  |  |  |  |  |  |  |  |  |  |  |  |  |  |  |  |  |  |  |  |  |  |  |  |  |  |  |  |  |  |  |  |  |  |  |  |  |  |  |  |  |  |  |  |  |  |  |  |  |  |  |  |  |  |  |  |  |  |  |  |  |  |  |  |  |  |  |  |  |  |  |  |  |  |  |  |  |  |  |  |  |  |  |  |  |  |  |  |  |  |  |  |  |  |  |  |  |  |  |  |  |  |  |  |  |  |  |  |  |  |  |  |  |  |  |  |  |  |  |  |  |  |  |  |  |  |  |  |  |  |  |  |  |  |  |  |  |  |  |  |  |  |  |  |
| 14 | "Linh hồn của Chim Thần" "Tama no Tori ga Sakebu" (魂の鳥が叫ぶ)                    | 20 tháng 5 năm 2001  |  |  |  |  |  |  |  |  |  |  |  |  |  |  |  |  |  |  |  |  |  |  |  |  |  |  |  |  |  |  |  |  |  |  |  |  |  |  |  |  |  |  |  |  |  |  |  |  |  |  |  |  |  |  |  |  |  |  |  |  |  |  |  |  |  |  |  |  |  |  |  |  |  |  |  |  |  |  |  |  |  |  |  |  |  |  |  |  |  |  |  |  |  |  |  |  |  |  |  |  |  |  |  |  |  |  |  |  |  |  |  |  |  |  |  |  |  |  |  |  |  |  |  |  |  |  |  |  |  |  |  |  |  |  |  |  |  |  |  |  |  |  |  |  |  |  |  |
| Trong tình thế bị Oruku dồn vào chân tường, tưởng như các chiến binh Gao sẽ bị kết liễu thì Chim Thần đã cất tiếng hót kì diệu làm cho các Siêu thú, viên ngọc Gao và G-Phone hoạt động trở lại, giúp các siêu nhân lật ngược thế cờ và áp đảo bọn Oruku. Dù bị Gao Đỏ đánh bại, Syutin đã tự hóa thành khổng lồ và giành lợi thế trước GaoGingko, đúng lúc này Chim Thần hóa thành Hồn Gao - một đồng minh mới của LLSMST và triệu hồi Gao Vua trở lại chiến đấu. Sau khi đánh bại thành công Oruku và Syutin, một tên thủ lĩnh mới của bọn Oruku, chúa tể Hoover xuất hiện, hạ sát Syutin và ra tuyên bố sẽ là kẻ thù mới với các chiến binh Gao. |                                                                                     |                      |  |  |  |  |  |  |  |  |  |  |  |  |  |  |  |  |  |  |  |  |  |  |  |  |  |  |  |  |  |  |  |  |  |  |  |  |  |  |  |  |  |  |  |  |  |  |  |  |  |  |  |  |  |  |  |  |  |  |  |  |  |  |  |  |  |  |  |  |  |  |  |  |  |  |  |  |  |  |  |  |  |  |  |  |  |  |  |  |  |  |  |  |  |  |  |  |  |  |  |  |  |  |  |  |  |  |  |  |  |  |  |  |  |  |  |  |  |  |  |  |  |  |  |  |  |  |  |  |  |  |  |  |  |  |  |  |  |  |  |  |  |  |  |  |  |  |  |
| 15 | "Ma dưới mồ" "Yume ga Kataru!!" (鬼、吼える!!)                                      | 27 tháng 5 năm 2001  |  |  |  |  |  |  |  |  |  |  |  |  |  |  |  |  |  |  |  |  |  |  |  |  |  |  |  |  |  |  |  |  |  |  |  |  |  |  |  |  |  |  |  |  |  |  |  |  |  |  |  |  |  |  |  |  |  |  |  |  |  |  |  |  |  |  |  |  |  |  |  |  |  |  |  |  |  |  |  |  |  |  |  |  |  |  |  |  |  |  |  |  |  |  |  |  |  |  |  |  |  |  |  |  |  |  |  |  |  |  |  |  |  |  |  |  |  |  |  |  |  |  |  |  |  |  |  |  |  |  |  |  |  |  |  |  |  |  |  |  |  |  |  |  |  |  |  |
| Phát hiện ra sóng Oruku ở quận Chingye, đảo Chowder rồi khu Mapple (những nơi JJ-Yabaiba có nhiệm vụ phải tìm các tạo vật đẹp cho Hoover), các chiến binh Gao đã liên tục di chuyển đến từng địa điểm đó để ngăn chặn chúng. Trong khi đó một mình Hoover đến Ou Chifong để giải mã bí mật đêm trăng tròn. Mặc dù sau cùng các siêu nhân đã tiêu diệt được Oruku, nhưng khi đội đến ngăn chặn Hoover thì chạm trán Quỷ Sói vừa được đánh thức sau 1000 năm. Quỷ Sói đã hạ gục LLSMST chỉ trong thoáng chốc và cướp mất Viên ngọc Gao Voi khỏi tay Gao Trắng. |                                                                                     |                      |  |  |  |  |  |  |  |  |  |  |  |  |  |  |  |  |  |  |  |  |  |  |  |  |  |  |  |  |  |  |  |  |  |  |  |  |  |  |  |  |  |  |  |  |  |  |  |  |  |  |  |  |  |  |  |  |  |  |  |  |  |  |  |  |  |  |  |  |  |  |  |  |  |  |  |  |  |  |  |  |  |  |  |  |  |  |  |  |  |  |  |  |  |  |  |  |  |  |  |  |  |  |  |  |  |  |  |  |  |  |  |  |  |  |  |  |  |  |  |  |  |  |  |  |  |  |  |  |  |  |  |  |  |  |  |  |  |  |  |  |  |  |  |  |  |  |  |
| 16 | "Tiếng sáo của Quỷ Sói" "Oni, Hoeru!!" (魔笛、轟く!!)                               | 3 tháng 6 năm 2001   |  |  |  |  |  |  |  |  |  |  |  |  |  |  |  |  |  |  |  |  |  |  |  |  |  |  |  |  |  |  |  |  |  |  |  |  |  |  |  |  |  |  |  |  |  |  |  |  |  |  |  |  |  |  |  |  |  |  |  |  |  |  |  |  |  |  |  |  |  |  |  |  |  |  |  |  |  |  |  |  |  |  |  |  |  |  |  |  |  |  |  |  |  |  |  |  |  |  |  |  |  |  |  |  |  |  |  |  |  |  |  |  |  |  |  |  |  |  |  |  |  |  |  |  |  |  |  |  |  |  |  |  |  |  |  |  |  |  |  |  |  |  |  |  |  |  |  |
| Các chiến binh Gao đã trở về Động Rùa để dưỡng thương từ trận chiến với Quỷ Sói, còn Tetomu cố gắng tìm lại kí ức mà bà ngoại cô kể về nhân vật bí ẩn này. Tuy nhiên Gao Trắng đã một mình tìm Quỷ Sói để lấy lại viên ngọc Gao Voi rồi bị bọn Oruku đánh trọng thương, nhưng lại được Quỷ Sói chữa trị. Sau đó cô gặp lại các đồng đội và cả nhóm một lần nữa đối đầu với Quỷ Sói, nhưng kết quả vẫn bị thất thế. Đặc biệt khi thấy Quỷ Sói triệu hồi các Siêu thú giống hệt như của các siêu nhân, họ cũng kêu gọi các siêu thú đến chiến đầu và hợp thể thành GaoGingko chuẩn bị ứng chiến, nhưng Quỷ Sói đột ngột rút lui. Cuối tập phim, Tetomu cho biết cách đây 1000 năm, các chiến binh Gao cổ xưa từng phong ấn một kẻ đeo mặt nạ đen - Quỷ Sói hiện tại, còn một số siêu thú từng thuộc phe siêu nhân đã bị biến chất để về phe của hắn, và Gao Voi gần đây cũng không phải ngoại lệ. |                                                                                     |                      |  |  |  |  |  |  |  |  |  |  |  |  |  |  |  |  |  |  |  |  |  |  |  |  |  |  |  |  |  |  |  |  |  |  |  |  |  |  |  |  |  |  |  |  |  |  |  |  |  |  |  |  |  |  |  |  |  |  |  |  |  |  |  |  |  |  |  |  |  |  |  |  |  |  |  |  |  |  |  |  |  |  |  |  |  |  |  |  |  |  |  |  |  |  |  |  |  |  |  |  |  |  |  |  |  |  |  |  |  |  |  |  |  |  |  |  |  |  |  |  |  |  |  |  |  |  |  |  |  |  |  |  |  |  |  |  |  |  |  |  |  |  |  |  |  |  |  |
| 17 | "Gao Voi biến mất" "Zō ga Kiete..." (象が消えて…)                                   | 10 tháng 6 năm 2001  |  |  |  |  |  |  |  |  |  |  |  |  |  |  |  |  |  |  |  |  |  |  |  |  |  |  |  |  |  |  |  |  |  |  |  |  |  |  |  |  |  |  |  |  |  |  |  |  |  |  |  |  |  |  |  |  |  |  |  |  |  |  |  |  |  |  |  |  |  |  |  |  |  |  |  |  |  |  |  |  |  |  |  |  |  |  |  |  |  |  |  |  |  |  |  |  |  |  |  |  |  |  |  |  |  |  |  |  |  |  |  |  |  |  |  |  |  |  |  |  |  |  |  |  |  |  |  |  |  |  |  |  |  |  |  |  |  |  |  |  |  |  |  |  |  |  |  |
| Sốt ruột vì không tìm được Gao Voi nên ngay khi phát hiện tung tích của nó trên tờ rơi, Gao Trắng và Gao Xanh rơi vào bẫy của bọn Oruku sau khi lên một chuyến xe buýt. Kết quả là Gao Xanh suýt nữa đã bị lũ Oruku lấy mất viên ngọc Gao Hươu cao cổ, nhưng may mắn anh đã đánh bại Oruku và đoạt lại viên ngọc, tạo tiền đề cho cả đội kết liễu Oruku hóa khổng lồ sau đó. Tuy nhiên Quỷ Sói bất ngờ xuất hiện và hợp thể các siêu thú của y thành Gao Thợ Săn, rồi dễ dàng đả bại LLSMST và đoạt lấy viên ngọc Gao Hươu Cao Cổ từ tay Gao Xanh. |                                                                                     |                      |  |  |  |  |  |  |  |  |  |  |  |  |  |  |  |  |  |  |  |  |  |  |  |  |  |  |  |  |  |  |  |  |  |  |  |  |  |  |  |  |  |  |  |  |  |  |  |  |  |  |  |  |  |  |  |  |  |  |  |  |  |  |  |  |  |  |  |  |  |  |  |  |  |  |  |  |  |  |  |  |  |  |  |  |  |  |  |  |  |  |  |  |  |  |  |  |  |  |  |  |  |  |  |  |  |  |  |  |  |  |  |  |  |  |  |  |  |  |  |  |  |  |  |  |  |  |  |  |  |  |  |  |  |  |  |  |  |  |  |  |  |  |  |  |  |  |  |
| 18 | "Quái vật quỷ vũ trang" "Majū, Busō!!" (魔獣、武装!!)                               | 24 tháng 6 năm 2001  |  |  |  |  |  |  |  |  |  |  |  |  |  |  |  |  |  |  |  |  |  |  |  |  |  |  |  |  |  |  |  |  |  |  |  |  |  |  |  |  |  |  |  |  |  |  |  |  |  |  |  |  |  |  |  |  |  |  |  |  |  |  |  |  |  |  |  |  |  |  |  |  |  |  |  |  |  |  |  |  |  |  |  |  |  |  |  |  |  |  |  |  |  |  |  |  |  |  |  |  |  |  |  |  |  |  |  |  |  |  |  |  |  |  |  |  |  |  |  |  |  |  |  |  |  |  |  |  |  |  |  |  |  |  |  |  |  |  |  |  |  |  |  |  |  |  |  |
| Quỷ Sói gặp Oruku Đồng hồ và cả hai kết hợp với nhau để đối đầu với các chiến binh Gao. Tên Oruku này đã sử dụng sức mạnh đưa Gao Trắng, Gao Xanh, Gao Đen và Gao Vàng về nhiều thời điểm trong quá khứ để Quỷ Sói rảnh tay xử lý Gao Đỏ ở thời hiện tại. Trong lúc Gao Đỏ cố gắng cầm cự, sau cùng các đồng đội của anh đã tìm ra cách thức để hạ Oruku Đồng hồ đưa họ trở về thời hiện đại, rồi cả đội cùng kết liễu nốt tên Oruku đó. Tuy nhiên Quỷ Sói đã hồi sinh cho Oruku Đồng hồ, rồi sử dụng Gao Thợ Săn kết hợp với những siêu thú y mới thuần hóa là Gao Voi và Gao Hươu Cao Cổ để đánh bại LLSMST. May mắn là Gao Khỉ Tinh Tinh, cặp Gao Gấu đen-Bắc cực đã đến kịp thời ngăn chặn Gao Thợ Săn và buộc Quỷ Sói rút lui. |                                                                                     |                      |  |  |  |  |  |  |  |  |  |  |  |  |  |  |  |  |  |  |  |  |  |  |  |  |  |  |  |  |  |  |  |  |  |  |  |  |  |  |  |  |  |  |  |  |  |  |  |  |  |  |  |  |  |  |  |  |  |  |  |  |  |  |  |  |  |  |  |  |  |  |  |  |  |  |  |  |  |  |  |  |  |  |  |  |  |  |  |  |  |  |  |  |  |  |  |  |  |  |  |  |  |  |  |  |  |  |  |  |  |  |  |  |  |  |  |  |  |  |  |  |  |  |  |  |  |  |  |  |  |  |  |  |  |  |  |  |  |  |  |  |  |  |  |  |  |  |  |
| 19 | "Bò tót xổng chuồng" "Mōgyū, Dattai!?" (猛牛、脱退!?)                               | 1 tháng 7 năm 2001   |  |  |  |  |  |  |  |  |  |  |  |  |  |  |  |  |  |  |  |  |  |  |  |  |  |  |  |  |  |  |  |  |  |  |  |  |  |  |  |  |  |  |  |  |  |  |  |  |  |  |  |  |  |  |  |  |  |  |  |  |  |  |  |  |  |  |  |  |  |  |  |  |  |  |  |  |  |  |  |  |  |  |  |  |  |  |  |  |  |  |  |  |  |  |  |  |  |  |  |  |  |  |  |  |  |  |  |  |  |  |  |  |  |  |  |  |  |  |  |  |  |  |  |  |  |  |  |  |  |  |  |  |  |  |  |  |  |  |  |  |  |  |  |  |  |  |  |
| Gao Đen cảm nắng với một cô gái tên là Shannon nhưng không hề biết cô đang bị Oruku mắt kính khống chế. Do đó anh vừa bị Shannon điều khiển vừa bị Oruku đoạt mất viên ngọc Gao Bò Tót. Tuy nhiên sau cùng thì Shannon thật đã phá bỏ cấm chế của Oruku mắt kính, qua đó giành lại viên ngọc Gao Bò Tót cho Gao Đen, rồi anh cùng các đồng đội tiêu diệt thành công Oruku. Cuối tập phim Gao Đen đã nói lời chia tay Shannon để tiếp tục đồng hành cùng LLSMST. |                                                                                     |                      |  |  |  |  |  |  |  |  |  |  |  |  |  |  |  |  |  |  |  |  |  |  |  |  |  |  |  |  |  |  |  |  |  |  |  |  |  |  |  |  |  |  |  |  |  |  |  |  |  |  |  |  |  |  |  |  |  |  |  |  |  |  |  |  |  |  |  |  |  |  |  |  |  |  |  |  |  |  |  |  |  |  |  |  |  |  |  |  |  |  |  |  |  |  |  |  |  |  |  |  |  |  |  |  |  |  |  |  |  |  |  |  |  |  |  |  |  |  |  |  |  |  |  |  |  |  |  |  |  |  |  |  |  |  |  |  |  |  |  |  |  |  |  |  |  |  |  |
| 20 | "Tetomu bị giam cầm" "Fujo Torawaru!!" (巫女囚わる!!)                               | 8 tháng 7 năm 2001   |  |  |  |  |  |  |  |  |  |  |  |  |  |  |  |  |  |  |  |  |  |  |  |  |  |  |  |  |  |  |  |  |  |  |  |  |  |  |  |  |  |  |  |  |  |  |  |  |  |  |  |  |  |  |  |  |  |  |  |  |  |  |  |  |  |  |  |  |  |  |  |  |  |  |  |  |  |  |  |  |  |  |  |  |  |  |  |  |  |  |  |  |  |  |  |  |  |  |  |  |  |  |  |  |  |  |  |  |  |  |  |  |  |  |  |  |  |  |  |  |  |  |  |  |  |  |  |  |  |  |  |  |  |  |  |  |  |  |  |  |  |  |  |  |  |  |  |
| Gao Vàng phải đối mặt trực tiếp với Oruku Xe Máy - kẻ đã bị anh đánh bại trong thời điểm anh mới làm chiến binh Gao, sau khi Quỷ Sói hồi sinh con quỷ này. Dù đã thất bại và để Oruku bắt mất Tetomu, nhưng sau đó Gao Vàng cùng các đồng đội đã đến giải cứu thành công Tetomu cũng như hạ gục Oruku Xe Máy. Trên mặt trận khổng lồ, GaoGingko của LLSMST đã tiêu diệt được Oruku Xe Máy, nhưng bất phân thắng bại trước Gao Thợ Săn của Quỷ Sói. Kết quả là cuối cùng Quỷ Sói đã đoạt mất hai viên ngọc Gao Gấu Đen-Gao Gấu Bắc Cực từ tay Gao Vàng. |                                                                                     |                      |  |  |  |  |  |  |  |  |  |  |  |  |  |  |  |  |  |  |  |  |  |  |  |  |  |  |  |  |  |  |  |  |  |  |  |  |  |  |  |  |  |  |  |  |  |  |  |  |  |  |  |  |  |  |  |  |  |  |  |  |  |  |  |  |  |  |  |  |  |  |  |  |  |  |  |  |  |  |  |  |  |  |  |  |  |  |  |  |  |  |  |  |  |  |  |  |  |  |  |  |  |  |  |  |  |  |  |  |  |  |  |  |  |  |  |  |  |  |  |  |  |  |  |  |  |  |  |  |  |  |  |  |  |  |  |  |  |  |  |  |  |  |  |  |  |  |  |
| 21 | "Quỷ Sói bị mê hoặc" "Rōki, Madō" (狼鬼、惑う)                                      | 15 tháng 7 năm 2001  |  |  |  |  |  |  |  |  |  |  |  |  |  |  |  |  |  |  |  |  |  |  |  |  |  |  |  |  |  |  |  |  |  |  |  |  |  |  |  |  |  |  |  |  |  |  |  |  |  |  |  |  |  |  |  |  |  |  |  |  |  |  |  |  |  |  |  |  |  |  |  |  |  |  |  |  |  |  |  |  |  |  |  |  |  |  |  |  |  |  |  |  |  |  |  |  |  |  |  |  |  |  |  |  |  |  |  |  |  |  |  |  |  |  |  |  |  |  |  |  |  |  |  |  |  |  |  |  |  |  |  |  |  |  |  |  |  |  |  |  |  |  |  |  |  |  |  |
| JJ-Yabaiba cùng Oruku Bộ Xương lập mưu lừa các chiến binh Gao vào một ngôi nhà ma nhằm hãm hại họ, tuy nhiên các siêu nhân đã sớm nhận ra và làm phá sản kế hoạch của chúng. Quỷ Sói cũng góp mặt trong trận chiến giữa LLSMST và Oruku Bộ Xương, nhưng đã đánh tên Oruku sau khi nó đả thương chú chó mà Quỷ Sói mới gặp, rồi y bỏ trốn và đem theo chú chó trị thương. Sau đó đội chiến binh Gao đã hạ gục Oruku Bộ Xương và trên mặt trận khổng lồ, Gao Vua tiếp tục đối đầu với Gao Thợ Săn của Quỷ Sói với việc trang bị Gao Gấu Đen-Gao Gấu Bắc Cực. Nhưng một nhân vật bí ẩn xuất hiện làm gián đoạn cuộc chiến và làm phân tâm Quỷ Sói, LLSMST nhân cơ hội đã đánh bại Gao Thợ Săn và buộc Quỷ Sói phải chạy trốn. |                                                                                     |                      |  |  |  |  |  |  |  |  |  |  |  |  |  |  |  |  |  |  |  |  |  |  |  |  |  |  |  |  |  |  |  |  |  |  |  |  |  |  |  |  |  |  |  |  |  |  |  |  |  |  |  |  |  |  |  |  |  |  |  |  |  |  |  |  |  |  |  |  |  |  |  |  |  |  |  |  |  |  |  |  |  |  |  |  |  |  |  |  |  |  |  |  |  |  |  |  |  |  |  |  |  |  |  |  |  |  |  |  |  |  |  |  |  |  |  |  |  |  |  |  |  |  |  |  |  |  |  |  |  |  |  |  |  |  |  |  |  |  |  |  |  |  |  |  |  |  |  |
| 22 | "Bò Tót bị diệt" "Kyo Ushi, Kowareru!!" (巨牛、壊れる!!)                            | 22 tháng 7 năm 2001  |  |  |  |  |  |  |  |  |  |  |  |  |  |  |  |  |  |  |  |  |  |  |  |  |  |  |  |  |  |  |  |  |  |  |  |  |  |  |  |  |  |  |  |  |  |  |  |  |  |  |  |  |  |  |  |  |  |  |  |  |  |  |  |  |  |  |  |  |  |  |  |  |  |  |  |  |  |  |  |  |  |  |  |  |  |  |  |  |  |  |  |  |  |  |  |  |  |  |  |  |  |  |  |  |  |  |  |  |  |  |  |  |  |  |  |  |  |  |  |  |  |  |  |  |  |  |  |  |  |  |  |  |  |  |  |  |  |  |  |  |  |  |  |  |  |  |  |
| Quỷ Sói đồng ý giao kèo với Hoover để tìm ra ký ức bị mất của y. Kế đó các chiến binh Gao đối đầu với Oruku Máy Cắt Cỏ, và nó đã gây ra một vết thương ở chân của Gao Đen. Quỷ Sói xuất hiện một lần nữa nhưng lại phản Oruku giúp đội siêu nhân tiêu diệt nó. Lúc hóa khổng lồ, chiến thắng của LLSMST trước Oruku Máy Cắt Cỏ phải trả giá đắt khi Gao Bò Tót bị đánh trọng thương. Rồi Quỷ Sói bị Hoover lật lọng và khống chế tâm trí của y, còn ở Động Rùa, Tetomu tiết lộ cho các siêu nhân nhiều khả năng Quỷ Sói từng là một chiến binh Gao từ 1000 năm trước. Khi Quỷ Sói chiến đấu với các siêu nhân và áp đảo họ, nhân vật bí ẩn ở tập trước lại tái xuất và tiết lộ ông là Gao Chúa (Gao God), đồng thời nhắc nhở Quỷ Sói nhớ lại quá khứ của mình, nhưng do tâm trí bị Oruku khống chế nên y bị rối trí và bỏ trốn. |                                                                                     |                      |  |  |  |  |  |  |  |  |  |  |  |  |  |  |  |  |  |  |  |  |  |  |  |  |  |  |  |  |  |  |  |  |  |  |  |  |  |  |  |  |  |  |  |  |  |  |  |  |  |  |  |  |  |  |  |  |  |  |  |  |  |  |  |  |  |  |  |  |  |  |  |  |  |  |  |  |  |  |  |  |  |  |  |  |  |  |  |  |  |  |  |  |  |  |  |  |  |  |  |  |  |  |  |  |  |  |  |  |  |  |  |  |  |  |  |  |  |  |  |  |  |  |  |  |  |  |  |  |  |  |  |  |  |  |  |  |  |  |  |  |  |  |  |  |  |  |  |
| 23 | "Cái chết của Quỷ Sói" "Rōki, Shisu!?" (狼鬼、死す!?)                               | 29 tháng 7 năm 2001  |  |  |  |  |  |  |  |  |  |  |  |  |  |  |  |  |  |  |  |  |  |  |  |  |  |  |  |  |  |  |  |  |  |  |  |  |  |  |  |  |  |  |  |  |  |  |  |  |  |  |  |  |  |  |  |  |  |  |  |  |  |  |  |  |  |  |  |  |  |  |  |  |  |  |  |  |  |  |  |  |  |  |  |  |  |  |  |  |  |  |  |  |  |  |  |  |  |  |  |  |  |  |  |  |  |  |  |  |  |  |  |  |  |  |  |  |  |  |  |  |  |  |  |  |  |  |  |  |  |  |  |  |  |  |  |  |  |  |  |  |  |  |  |  |  |  |  |
| Trong lúc Quỷ Sói giao cho Hoover 4 viên ngọc Gao mà y giành được từ LLSMST, ở Động Rùa Tetomu tiếp tục kể lại với đội chiến binh Gao rằng cách đây 1000 năm, một chiến binh Gao do bị yêu khí nhập nên trở thành Quỷ Sói và buộc các đồng đội phải phong ấn anh để ngăn yêu khí phát tác. Tiếp đó các siêu nhân lại chạm trán Quỷ Sói và khi y chuẩn bị giết Gao Đỏ, Mặt Trăng bị che khuất và biến Quỷ Sói trở thành hình hài con người—Bạc Trắng (White Wolf, hay Gao Bạc sau này). Bạc Trắng kể với đội siêu nhân rằng 1000 năm trước, sau khi Quỷ Vương đả bại Gao Chúa, anh đã quyết định để yêu khí nhập vào cơ thể mình nhằm hợp thể thành Gao Thợ Săn và giết được Quỷ Vương, nhưng rồi bản thân anh cũng bị biến thành Quỷ Sói. Hoover đã khống chế tâm trí của Bạc Trắng và biến anh trở lại làm Quỷ Sói. Trên mặt trận khổng lồ, Gao Tê Giác và Gao Tê Tê là những siêu thú mới đến trợ giúp Gao Đen và các đồng đội để hợp thể thành Gao Vua rồi tiêu diệt thành công Gao Thợ Săn và Quỷ Sói, phá bỏ lời nguyền quỷ bên trong Bạc Trắng. |                                                                                     |                      |  |  |  |  |  |  |  |  |  |  |  |  |  |  |  |  |  |  |  |  |  |  |  |  |  |  |  |  |  |  |  |  |  |  |  |  |  |  |  |  |  |  |  |  |  |  |  |  |  |  |  |  |  |  |  |  |  |  |  |  |  |  |  |  |  |  |  |  |  |  |  |  |  |  |  |  |  |  |  |  |  |  |  |  |  |  |  |  |  |  |  |  |  |  |  |  |  |  |  |  |  |  |  |  |  |  |  |  |  |  |  |  |  |  |  |  |  |  |  |  |  |  |  |  |  |  |  |  |  |  |  |  |  |  |  |  |  |  |  |  |  |  |  |  |  |  |  |
| 24 | "Sói Bạc chiếu sáng" "Ginrō, Hirameku!!" (銀狼、閃く!!)                             | 5 tháng 8 năm 2001   |  |  |  |  |  |  |  |  |  |  |  |  |  |  |  |  |  |  |  |  |  |  |  |  |  |  |  |  |  |  |  |  |  |  |  |  |  |  |  |  |  |  |  |  |  |  |  |  |  |  |  |  |  |  |  |  |  |  |  |  |  |  |  |  |  |  |  |  |  |  |  |  |  |  |  |  |  |  |  |  |  |  |  |  |  |  |  |  |  |  |  |  |  |  |  |  |  |  |  |  |  |  |  |  |  |  |  |  |  |  |  |  |  |  |  |  |  |  |  |  |  |  |  |  |  |  |  |  |  |  |  |  |  |  |  |  |  |  |  |  |  |  |  |  |  |  |  |
| Do mặc cảm tội lỗi, Bạc Trắng đã từ chối lời mời gia nhập từ các siêu nhân để tự mình lên kế hoạch đoạt lại các viên ngọc Gao từ Hoover. Tuy nhiên Hoover đã sớm phát hiện ra kế hoạch này và khống chế Bạc Trắng, đồng thời dùng sức mạnh của 4 viên ngọc Gao để tạo thành Oruku mới - Quỷ Oruku. Quỷ Oruku tỏ ra hoàn toàn áp đảo với 5 chiến binh Gao, điều này khiến Bạc Trắng day dứt và muốn chiến đấu với Oruku, hi sinh bản thân cho họ. Chính tinh thần đó đã làm các siêu thú tiếp năng lượng cho anh biến thành chiến binh Gao thứ 6 - Sói Bạc chiếu sáng (hay Gao Bạc). Để rồi Gao Bạc đã dễ dàng hạ gục Quỷ Oruku, rồi trên mặt trận khổng lồ, Gao Thợ Săn Công lý của anh kết hợp cùng Gao Vua của các đồng đội mới và tiêu diệt được Oruku. Sau đó chính anh cũng là người đâm nhát kiếm kết liễu Quỷ vương Hoover rồi đoạt lại 4 viên ngọc Gao cho các đồng đội. |                                                                                     |                      |  |  |  |  |  |  |  |  |  |  |  |  |  |  |  |  |  |  |  |  |  |  |  |  |  |  |  |  |  |  |  |  |  |  |  |  |  |  |  |  |  |  |  |  |  |  |  |  |  |  |  |  |  |  |  |  |  |  |  |  |  |  |  |  |  |  |  |  |  |  |  |  |  |  |  |  |  |  |  |  |  |  |  |  |  |  |  |  |  |  |  |  |  |  |  |  |  |  |  |  |  |  |  |  |  |  |  |  |  |  |  |  |  |  |  |  |  |  |  |  |  |  |  |  |  |  |  |  |  |  |  |  |  |  |  |  |  |  |  |  |  |  |  |  |  |  |  |
| 25 | "Nữ chúa thứ ba đã đến" "Sandaime Oni Hime" (三代目鬼姫参上)                        | 12 tháng 8 năm 2001  |  |  |  |  |  |  |  |  |  |  |  |  |  |  |  |  |  |  |  |  |  |  |  |  |  |  |  |  |  |  |  |  |  |  |  |  |  |  |  |  |  |  |  |  |  |  |  |  |  |  |  |  |  |  |  |  |  |  |  |  |  |  |  |  |  |  |  |  |  |  |  |  |  |  |  |  |  |  |  |  |  |  |  |  |  |  |  |  |  |  |  |  |  |  |  |  |  |  |  |  |  |  |  |  |  |  |  |  |  |  |  |  |  |  |  |  |  |  |  |  |  |  |  |  |  |  |  |  |  |  |  |  |  |  |  |  |  |  |  |  |  |  |  |  |  |  |  |
| Sau khi Hoover tử trận, một nữ chúa mới của dòng giống quỷ Oruku xuất hiện và chạm trán với lực lượng chiến binh Gao. Nhưng nữ chúa này đã bất ngờ biến mất và khiến cả đội tiến hành kế hoạch họ dự định trước đó: Đi hát karaoke giải khuây. Dù Bạc Trắng không đi cùng, các chiến binh Gao vẫn đi hát karaoke như họ đã cùng bàn trước đó, nhưng họ đã bị rơi vào bẫy của bọn Oruku trong quán karaoke và bị mất hết giọng. Rất may là Gao Bạc cảm nhận điều bất trắc xảy ra nên đã đến giải cứu LLSMST kịp thời, đồng thời hạ luôn Oruku tạo tiền đề cho chiến thắng của cả đội sau đó. Ở cuối tập, chiếc mặt nạ Quỷ Sói bỗng lồng ghép các mảnh vỡ thành một. |                                                                                     |                      |  |  |  |  |  |  |  |  |  |  |  |  |  |  |  |  |  |  |  |  |  |  |  |  |  |  |  |  |  |  |  |  |  |  |  |  |  |  |  |  |  |  |  |  |  |  |  |  |  |  |  |  |  |  |  |  |  |  |  |  |  |  |  |  |  |  |  |  |  |  |  |  |  |  |  |  |  |  |  |  |  |  |  |  |  |  |  |  |  |  |  |  |  |  |  |  |  |  |  |  |  |  |  |  |  |  |  |  |  |  |  |  |  |  |  |  |  |  |  |  |  |  |  |  |  |  |  |  |  |  |  |  |  |  |  |  |  |  |  |  |  |  |  |  |  |  |  |
| 26 | "Quỷ Sói tãi xuất giang hồ" "Rōki, Futatabi" (狼鬼、ふたたび)                       | 19 tháng 8 năm 2001  |  |  |  |  |  |  |  |  |  |  |  |  |  |  |  |  |  |  |  |  |  |  |  |  |  |  |  |  |  |  |  |  |  |  |  |  |  |  |  |  |  |  |  |  |  |  |  |  |  |  |  |  |  |  |  |  |  |  |  |  |  |  |  |  |  |  |  |  |  |  |  |  |  |  |  |  |  |  |  |  |  |  |  |  |  |  |  |  |  |  |  |  |  |  |  |  |  |  |  |  |  |  |  |  |  |  |  |  |  |  |  |  |  |  |  |  |  |  |  |  |  |  |  |  |  |  |  |  |  |  |  |  |  |  |  |  |  |  |  |  |  |  |  |  |  |  |  |
| Gao Bạc bất ngờ tái ngộ Quỷ Sói và cả hai trải qua một trận chiến cam go, sau cùng thì Gao Bạc là người giành chiến thắng. Tuy nhiên JJ-Yabaiba đột ngột xuất hiện và đoạt mất chiếc mặt nạ quỷ—công cụ giúp chúng hồi sinh Quỷ Sói lần nữa. Quỷ Sói tiếp tục chạm trán Gao Bạc và giành ưu thế trước siêu nhân này, nhưng 5 chiến binh Gao còn lại đã đến hỗ trợ kịp thời, rồi cả đội hợp lực cùng tiêu diệt được Quỷ Sói. Cuối tập phim, Hoover xuất hiện và tiết lộ y chính là kẻ đã hồi sinh Quỷ Sói. |                                                                                     |                      |  |  |  |  |  |  |  |  |  |  |  |  |  |  |  |  |  |  |  |  |  |  |  |  |  |  |  |  |  |  |  |  |  |  |  |  |  |  |  |  |  |  |  |  |  |  |  |  |  |  |  |  |  |  |  |  |  |  |  |  |  |  |  |  |  |  |  |  |  |  |  |  |  |  |  |  |  |  |  |  |  |  |  |  |  |  |  |  |  |  |  |  |  |  |  |  |  |  |  |  |  |  |  |  |  |  |  |  |  |  |  |  |  |  |  |  |  |  |  |  |  |  |  |  |  |  |  |  |  |  |  |  |  |  |  |  |  |  |  |  |  |  |  |  |  |  |  |
| 27 | "Gao Chim được khai sinh" "Hina ga Suneru" (雛がすねる)                             | 26 tháng 8 năm 2001  |  |  |  |  |  |  |  |  |  |  |  |  |  |  |  |  |  |  |  |  |  |  |  |  |  |  |  |  |  |  |  |  |  |  |  |  |  |  |  |  |  |  |  |  |  |  |  |  |  |  |  |  |  |  |  |  |  |  |  |  |  |  |  |  |  |  |  |  |  |  |  |  |  |  |  |  |  |  |  |  |  |  |  |  |  |  |  |  |  |  |  |  |  |  |  |  |  |  |  |  |  |  |  |  |  |  |  |  |  |  |  |  |  |  |  |  |  |  |  |  |  |  |  |  |  |  |  |  |  |  |  |  |  |  |  |  |  |  |  |  |  |  |  |  |  |  |  |
| 5 anh em chiến binh Gao đã quyết định dùng Gao Vua để tập luyện chiến đấu với Gao Thợ Săn của Gao Bạc trước khi cả đội cùng sát cánh lúc thực chiến. Tuy nhiên bọn Oruku, cụ thể là Oruku Bình (Pot Oruku) đã rắc những tấm bùa vào hai Gao rô-bốt khổng lồ và hút cả hai vào trong bình, may mắn là các siêu nhân đã kịp thời thoát khỏi chiếc bình. Sau đó cả đội bị thất thế trước Oruku và phải rút về căn cứ, lúc này họ phát hiện một chiếc lông của Gao Chim rơi xuống suối, hóa thành trứng Gao rồi nở thành một bản sao khác của Gao Chim. Trong khi đội chiến binh Gao bị gặp khó khăn trước Oruku Bình khổng lồ, Gao Chim đã tiến hóa và tương trợ họ để hợp thể siêu thú thành Gao Tấn công (Gao Attacker) hạ gục Oruku, rồi giải thoát cho các Gao rô-bốt bị nhốt trong bình. |                                                                                     |                      |  |  |  |  |  |  |  |  |  |  |  |  |  |  |  |  |  |  |  |  |  |  |  |  |  |  |  |  |  |  |  |  |  |  |  |  |  |  |  |  |  |  |  |  |  |  |  |  |  |  |  |  |  |  |  |  |  |  |  |  |  |  |  |  |  |  |  |  |  |  |  |  |  |  |  |  |  |  |  |  |  |  |  |  |  |  |  |  |  |  |  |  |  |  |  |  |  |  |  |  |  |  |  |  |  |  |  |  |  |  |  |  |  |  |  |  |  |  |  |  |  |  |  |  |  |  |  |  |  |  |  |  |  |  |  |  |  |  |  |  |  |  |  |  |  |  |  |
| 28 | "Rơi xuống, kĩ năng bí mật" "Okugi, Denshō!!" (奥義、伝承!!)                        | 2 tháng 9 năm 2001   |  |  |  |  |  |  |  |  |  |  |  |  |  |  |  |  |  |  |  |  |  |  |  |  |  |  |  |  |  |  |  |  |  |  |  |  |  |  |  |  |  |  |  |  |  |  |  |  |  |  |  |  |  |  |  |  |  |  |  |  |  |  |  |  |  |  |  |  |  |  |  |  |  |  |  |  |  |  |  |  |  |  |  |  |  |  |  |  |  |  |  |  |  |  |  |  |  |  |  |  |  |  |  |  |  |  |  |  |  |  |  |  |  |  |  |  |  |  |  |  |  |  |  |  |  |  |  |  |  |  |  |  |  |  |  |  |  |  |  |  |  |  |  |  |  |  |  |
| Các chiến binh Gao chạm trán với Oruku Bowling và bị tên quỷ này đánh văng mỗi người một ngả. Chính vì thế Gao Xanh đã đi tìm gặp ông Tong (Mr Tong) để xin được học tuyệt kỹ ném cầu lửa. Sau nhiều lần bị ông này từ chối một phần bởi cổ tay của ông sắp hỏng, sau khi chứng kiến ý chí kiên cường của Gao Xanh, ông Tong đã miễn cưỡng chỉ dạy cho anh tuyệt kĩ trên. Nhờ tuyệt kĩ đó Gao Xanh đã giành thắng lợi tay đôi trước Oruku, tạo tiền đề để cả đội hạ gục nó sau đó. |                                                                                     |                      |  |  |  |  |  |  |  |  |  |  |  |  |  |  |  |  |  |  |  |  |  |  |  |  |  |  |  |  |  |  |  |  |  |  |  |  |  |  |  |  |  |  |  |  |  |  |  |  |  |  |  |  |  |  |  |  |  |  |  |  |  |  |  |  |  |  |  |  |  |  |  |  |  |  |  |  |  |  |  |  |  |  |  |  |  |  |  |  |  |  |  |  |  |  |  |  |  |  |  |  |  |  |  |  |  |  |  |  |  |  |  |  |  |  |  |  |  |  |  |  |  |  |  |  |  |  |  |  |  |  |  |  |  |  |  |  |  |  |  |  |  |  |  |  |  |  |  |
| 29 | "Gao Nai đến trị bệnh" "Shika ga Iyasu" (鹿が癒す)                                  | 9 tháng 9 năm 2001   |  |  |  |  |  |  |  |  |  |  |  |  |  |  |  |  |  |  |  |  |  |  |  |  |  |  |  |  |  |  |  |  |  |  |  |  |  |  |  |  |  |  |  |  |  |  |  |  |  |  |  |  |  |  |  |  |  |  |  |  |  |  |  |  |  |  |  |  |  |  |  |  |  |  |  |  |  |  |  |  |  |  |  |  |  |  |  |  |  |  |  |  |  |  |  |  |  |  |  |  |  |  |  |  |  |  |  |  |  |  |  |  |  |  |  |  |  |  |  |  |  |  |  |  |  |  |  |  |  |  |  |  |  |  |  |  |  |  |  |  |  |  |  |  |  |  |  |
| Mặc dù đã giành ưu thế trước Oruku Bia Mộ, nhưng trên mặt trận khổng lồ do các siêu thú chưa hồi phục chấn thương nên Gao Vua của LLSMST bị lép vế so với Oruku, nhưng may mắn là Gao Nai (Gao Dias) đã kịp khắc chế tên quỷ này. Sau đó Gao Bạc tiết lộ rằng Gao Nai vừa có khả năng trị bệnh cho các siêu thú vừa có thể làm tê liệt Oruku trong thời gian, nhưng anh lo ngại Gao Nai sẽ không giúp LLSMST do mối hiềm khích cá nhân xưa. Tiếp đó Oruku Bia Mộ tỉnh lại và tàn phá thành phố, trong lúc 5 chiến binh Gao đang chiến đấu với nó, Gao Bạc cố gắng thuyết phục Gao Nai giúp mình, rồi Tetomu xuất hiện cất tiếng hát giúp Gao Nai giải tỏa mối hiếm khích xưa và đồng ý giúp LLSMST. Gao Nai vừa trị thương cho các siêu thú, vừa hợp thể cùng Gao Vua tiêu diệt thành công Oruku Bia Mộ. |                                                                                     |                      |  |  |  |  |  |  |  |  |  |  |  |  |  |  |  |  |  |  |  |  |  |  |  |  |  |  |  |  |  |  |  |  |  |  |  |  |  |  |  |  |  |  |  |  |  |  |  |  |  |  |  |  |  |  |  |  |  |  |  |  |  |  |  |  |  |  |  |  |  |  |  |  |  |  |  |  |  |  |  |  |  |  |  |  |  |  |  |  |  |  |  |  |  |  |  |  |  |  |  |  |  |  |  |  |  |  |  |  |  |  |  |  |  |  |  |  |  |  |  |  |  |  |  |  |  |  |  |  |  |  |  |  |  |  |  |  |  |  |  |  |  |  |  |  |  |  |  |
| 30 | "Nguyệt thực khống chế Quỷ Sói" "Mangetsu ga Ōkami o Korosu!" (満月が狼を殺す!)     | 16 tháng 9 năm 2001  |  |  |  |  |  |  |  |  |  |  |  |  |  |  |  |  |  |  |  |  |  |  |  |  |  |  |  |  |  |  |  |  |  |  |  |  |  |  |  |  |  |  |  |  |  |  |  |  |  |  |  |  |  |  |  |  |  |  |  |  |  |  |  |  |  |  |  |  |  |  |  |  |  |  |  |  |  |  |  |  |  |  |  |  |  |  |  |  |  |  |  |  |  |  |  |  |  |  |  |  |  |  |  |  |  |  |  |  |  |  |  |  |  |  |  |  |  |  |  |  |  |  |  |  |  |  |  |  |  |  |  |  |  |  |  |  |  |  |  |  |  |  |  |  |  |  |  |
| Gao Bạc bị cặp JJ-Yabaiba lừa giăng vào bẫy mai phục, để rồi khi Nguyệt thực xảy ra mọi tín hiệu sức mạnh Gao của anh bị khống chế và Hoover dễ dàng bắt được chiến binh này. Không lâu sau các đồng đội của Gao Bạc phát hiện anh gặp chuyện và ngay lập tức đi giải cứu. Trong khi Gao Bạc đang bị trói vào chiếc cây thánh giá, Gao Sói cũng như Gao Thợ Săn bị Hoover điều khiển để đối chọi với các siêu nhân còn lại. Dù là đối tượng bị Hoover dùng năng lượng quỷ để biến thành Quỷ Sói, bằng ý quật cường và dũng cảm Gao Bạc đã khống chế được bản thân và trở vể nguyên hình siêu nhân. Năng lượng Quỷ Sói do bị đẩy khỏi người Gao Bạc đã nhập vào cơ thể Hoover và đem đến cho y một hình dạng mới quyền năng hơn. Thế rồi biệt đội siêu nhân bị Hoover áp đảo hoàn toàn, và Gao Xanh đã liều mình đối đầu trực diện với Hoover rồi hi sinh. |                                                                                     |                      |  |  |  |  |  |  |  |  |  |  |  |  |  |  |  |  |  |  |  |  |  |  |  |  |  |  |  |  |  |  |  |  |  |  |  |  |  |  |  |  |  |  |  |  |  |  |  |  |  |  |  |  |  |  |  |  |  |  |  |  |  |  |  |  |  |  |  |  |  |  |  |  |  |  |  |  |  |  |  |  |  |  |  |  |  |  |  |  |  |  |  |  |  |  |  |  |  |  |  |  |  |  |  |  |  |  |  |  |  |  |  |  |  |  |  |  |  |  |  |  |  |  |  |  |  |  |  |  |  |  |  |  |  |  |  |  |  |  |  |  |  |  |  |  |  |  |  |
| 31 | "Cái chết của những chiến binh Gao" "Hyakujū Sentai, Zenmetsu!!" (百獣戦隊、全滅!!) | 23 tháng 9 năm 2001  |  |  |  |  |  |  |  |  |  |  |  |  |  |  |  |  |  |  |  |  |  |  |  |  |  |  |  |  |  |  |  |  |  |  |  |  |  |  |  |  |  |  |  |  |  |  |  |  |  |  |  |  |  |  |  |  |  |  |  |  |  |  |  |  |  |  |  |  |  |  |  |  |  |  |  |  |  |  |  |  |  |  |  |  |  |  |  |  |  |  |  |  |  |  |  |  |  |  |  |  |  |  |  |  |  |  |  |  |  |  |  |  |  |  |  |  |  |  |  |  |  |  |  |  |  |  |  |  |  |  |  |  |  |  |  |  |  |  |  |  |  |  |  |  |  |  |  |
| Sau cái chết của Gao Xanh, lần lượt Gao Vàng-Gao Đen và Gao Trắng tử trận, cùng với đó là những viên ngọc Gao của họ cũng bị hủy. Gao Chúa đã kịp thời giải cứu Gao Đỏ và Gao Bạc, ông đã đưa hai siêu nhân này cùng xác của những chiến binh Gao tử trận về Động Rùa. Dù ở trong tâm trạng vô cùng chán chường, nhưng khi Hoover ra tay tàn phá thành phố và đe dọa một đám trẻ, Gao Đỏ đã quyết tâm cùng Gao Bạc liều chết với tên chúa quỷ này. Ở thế giới bên kia, ý chí của 4 chiến binh Gao đã khuất truyền đến trí óc của Gao Đỏ và chuyển hóa thành một thứ vũ khí mới có tên gọi Cung Chim Ưng (Hawk Arrow); Gao Đỏ liền sử dụng mũi tên bắn hạ Hoover, nhưng y đã kịp hóa khổng lồ để uy hiếp. Sau đó các đồng đội đã khuất của Gao Đỏ cũng như những viên ngọc Gao của họ được hồi sinh, tất cả biến thân rồi kêu gọi hợp thể siêu thú thành rô-bốt mới là Gao Ekalous và tiêu diệt thành công Hoover bằng tuyệt chiêu cú đá xe đạp. |                                                                                     |                      |  |  |  |  |  |  |  |  |  |  |  |  |  |  |  |  |  |  |  |  |  |  |  |  |  |  |  |  |  |  |  |  |  |  |  |  |  |  |  |  |  |  |  |  |  |  |  |  |  |  |  |  |  |  |  |  |  |  |  |  |  |  |  |  |  |  |  |  |  |  |  |  |  |  |  |  |  |  |  |  |  |  |  |  |  |  |  |  |  |  |  |  |  |  |  |  |  |  |  |  |  |  |  |  |  |  |  |  |  |  |  |  |  |  |  |  |  |  |  |  |  |  |  |  |  |  |  |  |  |  |  |  |  |  |  |  |  |  |  |  |  |  |  |  |  |  |  |
| 32 | "Diệt sạch" "Sanbiki ga Kū!!" (三匹が喰う!!)                                        | 30 tháng 9 năm 2001  |  |  |  |  |  |  |  |  |  |  |  |  |  |  |  |  |  |  |  |  |  |  |  |  |  |  |  |  |  |  |  |  |  |  |  |  |  |  |  |  |  |  |  |  |  |  |  |  |  |  |  |  |  |  |  |  |  |  |  |  |  |  |  |  |  |  |  |  |  |  |  |  |  |  |  |  |  |  |  |  |  |  |  |  |  |  |  |  |  |  |  |  |  |  |  |  |  |  |  |  |  |  |  |  |  |  |  |  |  |  |  |  |  |  |  |  |  |  |  |  |  |  |  |  |  |  |  |  |  |  |  |  |  |  |  |  |  |  |  |  |  |  |  |  |  |  |  |
| Trong khi các siêu nhân tận hưởng niềm vui sau chiến thắng trước Hoover, chúa quỷ Oruku thứ ba đã ra đời và xuất hiện cùng hai phó Oruku, Pulopla và Chilala. Kế đó ba tên Oruku liền đi tấn công thành phố, chạm trán với các chiến binh Gao rồi biến mất bí ẩn. Sau đó đội siêu nhân chia nhau ra truy tìm bọn Oruku, Gao Đỏ đã gặp một cậu nhóc tên là Cậu bé Gió (Windy Boy). Phát hiện ba tên quỷ Oruku một lần nữa ra tay, LLSMST đến chiến đấu với chúng nhưng bị thất thế do địch quá mạnh. Chỉ đến khi bọn Oruku đến uy hiếp Cậu bé Gió, các chiến binh Gao mới lật ngược thế cờ và Gao Đỏ hạ tên chúa quỷ Oruku bằng Cung Chim Ưng, sau đó địch lại ẩn thân biến mất. |                                                                                     |                      |  |  |  |  |  |  |  |  |  |  |  |  |  |  |  |  |  |  |  |  |  |  |  |  |  |  |  |  |  |  |  |  |  |  |  |  |  |  |  |  |  |  |  |  |  |  |  |  |  |  |  |  |  |  |  |  |  |  |  |  |  |  |  |  |  |  |  |  |  |  |  |  |  |  |  |  |  |  |  |  |  |  |  |  |  |  |  |  |  |  |  |  |  |  |  |  |  |  |  |  |  |  |  |  |  |  |  |  |  |  |  |  |  |  |  |  |  |  |  |  |  |  |  |  |  |  |  |  |  |  |  |  |  |  |  |  |  |  |  |  |  |  |  |  |  |  |  |
| 33 | "Lời cầu nguyện của một cậu bé" "Shōnen ga Inoru." (少年が祈る)                     | 7 tháng 10 năm 2001  |  |  |  |  |  |  |  |  |  |  |  |  |  |  |  |  |  |  |  |  |  |  |  |  |  |  |  |  |  |  |  |  |  |  |  |  |  |  |  |  |  |  |  |  |  |  |  |  |  |  |  |  |  |  |  |  |  |  |  |  |  |  |  |  |  |  |  |  |  |  |  |  |  |  |  |  |  |  |  |  |  |  |  |  |  |  |  |  |  |  |  |  |  |  |  |  |  |  |  |  |  |  |  |  |  |  |  |  |  |  |  |  |  |  |  |  |  |  |  |  |  |  |  |  |  |  |  |  |  |  |  |  |  |  |  |  |  |  |  |  |  |  |  |  |  |  |  |
| Trong lúc Quỷ vương Oruku nâng cấp sức mạnh của hai phó Oruku, thì đội siêu nhân lên kế hoạch bày trận để đối phó với chúng, còn Tetomu sẽ lo chuyện của Cậu bé Gió. Mặc dù vậy khi chạm trán trực tiếp 3 tên Oruku, các siêu nhân đã không thể địch nổi sức mạnh đáng gờm của chúng và bị thất thế hoàn toàn. Còn Tetomu đã đem một hộp thức ăn đến cho Cậu bé Gió và khuyên cậu nên rời khỏi bãi đất trước khi trận chiến nổ ra, đúng lúc đó Quỷ vương Oruku đánh hơi thấy mùi thức ăn và phát hiện ra họ, tiếp đó uy hiếp họ, nhưng Gao Bạc đã kịp thời đến giải nguy. Nhân lúc Quỷ vương Oruku vắng mặt 5 chiến binh Gao còn lại đã dùng kế để phá vỡ liên kết giữa hai phó Oruku và hạ gục chúng. Khi các siêu nhân bị 2 Oruku hóa khổng lồ công kích dữ dội mà không thể kêu gọi siêu thú ứng chiến, Cậu bé Gió giải thích với Tetomu và Gao Bạc rằng đó là do Hòn đá Siêu thú cản trở. Để rồi Tetomu cùng hai người kia cùng cầu nguyện những linh hồn siêu thú trong Hòn đá xin giải lời nguyền, sau cùng chuyện đã thành công: các chiến binh Gao đã kêu gọi siêu thú hợp thể Gao Vua, Gao Thợ Săn, rồi Gao Ekalous mới tiêu diệt được bọn Oruku. |                                                                                     |                      |  |  |  |  |  |  |  |  |  |  |  |  |  |  |  |  |  |  |  |  |  |  |  |  |  |  |  |  |  |  |  |  |  |  |  |  |  |  |  |  |  |  |  |  |  |  |  |  |  |  |  |  |  |  |  |  |  |  |  |  |  |  |  |  |  |  |  |  |  |  |  |  |  |  |  |  |  |  |  |  |  |  |  |  |  |  |  |  |  |  |  |  |  |  |  |  |  |  |  |  |  |  |  |  |  |  |  |  |  |  |  |  |  |  |  |  |  |  |  |  |  |  |  |  |  |  |  |  |  |  |  |  |  |  |  |  |  |  |  |  |  |  |  |  |  |  |  |
| 34 | "Tiếng gào của Quỷ Sắt" "Tetsujin Orugu, Naku!" (鉄人鬼（オルグ）、泣く!)           | 14 tháng 10 năm 2001 |  |  |  |  |  |  |  |  |  |  |  |  |  |  |  |  |  |  |  |  |  |  |  |  |  |  |  |  |  |  |  |  |  |  |  |  |  |  |  |  |  |  |  |  |  |  |  |  |  |  |  |  |  |  |  |  |  |  |  |  |  |  |  |  |  |  |  |  |  |  |  |  |  |  |  |  |  |  |  |  |  |  |  |  |  |  |  |  |  |  |  |  |  |  |  |  |  |  |  |  |  |  |  |  |  |  |  |  |  |  |  |  |  |  |  |  |  |  |  |  |  |  |  |  |  |  |  |  |  |  |  |  |  |  |  |  |  |  |  |  |  |  |  |  |  |  |  |
| Chúa tể Oruku lệnh cho JJ-Yabaiba phải tìm Oruku đầu bếp về phục vụ cho y, Oruku đầu bếp cũng là mục tiêu của các chiến binh Gao. Sau một hồi rượt đuổi, đội siêu nhân gặp một đầu bếp - chủ quầy nấu ăn rất ngon, và ông này đã hào phóng phục vụ miễn phí cho họ một bữa no nê, đặc biệt là Gao Đen; vì quá no nên khi trở về Động Rùa họ quên mất cả mục tiêu là Oruku đầu bếp. Sau đó một lần nữa tên quỷ này chạm trán những chiến binh Gao, nhưng y lại không có đối đầu và rút chạy. Gao Đen nhờ suy luận đã biết ông đầu bếp nọ chính là Oruku đầu bếp; ông này tiết lộ mình đã luôn nấu những món ăn ngon để phục vụ con người, và nhờ ân huệ lần trước nên Gao Đen đã tha thứ cho ông và mong muốn ông tiếp tục làm việc thiện như vậy. Khi đang phục vụ Cậu bé Gió Oruku đầu bếp đã bị JJ-Yabaiba cưỡng chế, ép phải tiêu diệt loài người, nhưng nhờ lương tâm muốn hạnh phúc cho con người nên ông vẫn vô cùng mãn nguyện, dẫu cho bị các siêu nhân kết liễu. Cuối tập phim là hình ảnh Oruku đầu bếp trong hình hài người vẫn đang phục vụ đồ ăn cho Cậu bé Gió. |                                                                                     |                      |  |  |  |  |  |  |  |  |  |  |  |  |  |  |  |  |  |  |  |  |  |  |  |  |  |  |  |  |  |  |  |  |  |  |  |  |  |  |  |  |  |  |  |  |  |  |  |  |  |  |  |  |  |  |  |  |  |  |  |  |  |  |  |  |  |  |  |  |  |  |  |  |  |  |  |  |  |  |  |  |  |  |  |  |  |  |  |  |  |  |  |  |  |  |  |  |  |  |  |  |  |  |  |  |  |  |  |  |  |  |  |  |  |  |  |  |  |  |  |  |  |  |  |  |  |  |  |  |  |  |  |  |  |  |  |  |  |  |  |  |  |  |  |  |  |  |  |
| 35 | "Thanh gươm Gao Vua bị đánh cắp" "Jūōken, Kōdatsu" (獣皇剣、強奪)                   | 21 tháng 10 năm 2001 |  |  |  |  |  |  |  |  |  |  |  |  |  |  |  |  |  |  |  |  |  |  |  |  |  |  |  |  |  |  |  |  |  |  |  |  |  |  |  |  |  |  |  |  |  |  |  |  |  |  |  |  |  |  |  |  |  |  |  |  |  |  |  |  |  |  |  |  |  |  |  |  |  |  |  |  |  |  |  |  |  |  |  |  |  |  |  |  |  |  |  |  |  |  |  |  |  |  |  |  |  |  |  |  |  |  |  |  |  |  |  |  |  |  |  |  |  |  |  |  |  |  |  |  |  |  |  |  |  |  |  |  |  |  |  |  |  |  |  |  |  |  |  |  |  |  |  |
| Trong lúc Gao Trắng và Gao Đỏ gặp Cậu bé Gió, hai chiến binh này đột ngột chạm trán Oruku Thợ rèn, và Gao Trắng đã bị tên Oruku đoạt mất thanh gươm Gao Vua. Sau ở Động Gao Gao Trắng bị các đồng đội chế giễu, dẫn đến việc cô hờn dỗi không muốn làm chiến binh Gao nữa. Kế đó khi bộ ba Gao Vàng, Gao Xanh và Gao Đen đang đối đầu Oruku, Gao Đỏ phải vất vả tìm cách dỗ Gao Trắng và cuối cùng đã giúp cô lấy lại ý chí chiến đấu, sau đó cả hai biết được rằng những thanh gươm Gao Vua của 3 siêu nhân kia cũng vừa bị Oruku đánh cắp. Tức giận khi thấy Oruku Thợ rèn biết vũ khí của họ thành bộ đồ ăn thìa dĩa, Gao Trắng đã biến thân chiến đấu với y, rồi các siêu nhân kia đến sau hỗ trợ cô để hạ gục tên Oruku đó. Vì không thể sử dụng thanh gươm Gao Vua để triệu hồi siêu thú do chúng bị biến dạng cũng như Gao Thợ Săn của Gao Bạc thất thủ, Gao Đỏ đã dùng Mũi tên Chim Ưng để gọi siêu thú hợp thể thành ro-bot khổng lồ - Gao Ekalous và kết liễu thành công Oruku Thợ Rèn, trả lại hình dạng ban đầu cho những thanh gươm Gao Vua. |                                                                                     |                      |  |  |  |  |  |  |  |  |  |  |  |  |  |  |  |  |  |  |  |  |  |  |  |  |  |  |  |  |  |  |  |  |  |  |  |  |  |  |  |  |  |  |  |  |  |  |  |  |  |  |  |  |  |  |  |  |  |  |  |  |  |  |  |  |  |  |  |  |  |  |  |  |  |  |  |  |  |  |  |  |  |  |  |  |  |  |  |  |  |  |  |  |  |  |  |  |  |  |  |  |  |  |  |  |  |  |  |  |  |  |  |  |  |  |  |  |  |  |  |  |  |  |  |  |  |  |  |  |  |  |  |  |  |  |  |  |  |  |  |  |  |  |  |  |  |  |  |
| 36 | "Các chiến binh Gao nhảy múa" "Senshi Odoru" (戦士踊る)                             | 28 tháng 10 năm 2001 |  |  |  |  |  |  |  |  |  |  |  |  |  |  |  |  |  |  |  |  |  |  |  |  |  |  |  |  |  |  |  |  |  |  |  |  |  |  |  |  |  |  |  |  |  |  |  |  |  |  |  |  |  |  |  |  |  |  |  |  |  |  |  |  |  |  |  |  |  |  |  |  |  |  |  |  |  |  |  |  |  |  |  |  |  |  |  |  |  |  |  |  |  |  |  |  |  |  |  |  |  |  |  |  |  |  |  |  |  |  |  |  |  |  |  |  |  |  |  |  |  |  |  |  |  |  |  |  |  |  |  |  |  |  |  |  |  |  |  |  |  |  |  |  |  |  |  |
| Trong lúc Gao Bạc đang thổi sáo hòa cùng tiếng hát của Tetomu, tiếng sáo của Oruku Sáo Thần kì đã chen ngang khiến tâm trạng của Tetomu thay đổi, khiến cô gây tranh cãi với Gao Bạc rồi tự bỏ về. Và khi Gao Đỏ cố gắng hòa giải quan hệ cho hai người, Oruku Sáo Thần kì đã sử dụng năng lực để điều khiển người dân nhảy theo tiếng sáo của y, không những thế Oruku này còn được Quỷ vương Oruku gia tăng sức mạnh đáng kể, rồi dùng tiếng sáo không chế cả năm chiến binh Gao. Ở Động Gao, cuối cùng Gao Bạc và Tetomu đã hòa giải, họ kết hợp cùng nhau tạo ra thứ âm nhạc ngăn chặn tiếng sáo của Oruku Sáo Thần kì để giải thoát cho các đồng đội, kế đến đội siêu nhân đã kết liễu Oruku. Đội siêu nhân gặp phải rắc rối lớn bởi tiếng sáo Oruku Sáo Thần kì đã khiến họ không thể tập hợp siêu thú, đúng lúc này Gao Chúa (hay Gao Ma Thuật Quái thú) xuất hiện và giải nguy cho lực lượng chiến binh Gao, để rồi trên đà thắng lợi cuối cùng LLSMST đã kết liễu thành công Oruku. |                                                                                     |                      |  |  |  |  |  |  |  |  |  |  |  |  |  |  |  |  |  |  |  |  |  |  |  |  |  |  |  |  |  |  |  |  |  |  |  |  |  |  |  |  |  |  |  |  |  |  |  |  |  |  |  |  |  |  |  |  |  |  |  |  |  |  |  |  |  |  |  |  |  |  |  |  |  |  |  |  |  |  |  |  |  |  |  |  |  |  |  |  |  |  |  |  |  |  |  |  |  |  |  |  |  |  |  |  |  |  |  |  |  |  |  |  |  |  |  |  |  |  |  |  |  |  |  |  |  |  |  |  |  |  |  |  |  |  |  |  |  |  |  |  |  |  |  |  |  |  |  |
| 37 | "Yabaiba bị đốt cháy" "Yabaiba Moeru" (ヤバイバ燃える)                              | 4 tháng 11 năm 2001  |  |  |  |  |  |  |  |  |  |  |  |  |  |  |  |  |  |  |  |  |  |  |  |  |  |  |  |  |  |  |  |  |  |  |  |  |  |  |  |  |  |  |  |  |  |  |  |  |  |  |  |  |  |  |  |  |  |  |  |  |  |  |  |  |  |  |  |  |  |  |  |  |  |  |  |  |  |  |  |  |  |  |  |  |  |  |  |  |  |  |  |  |  |  |  |  |  |  |  |  |  |  |  |  |  |  |  |  |  |  |  |  |  |  |  |  |  |  |  |  |  |  |  |  |  |  |  |  |  |  |  |  |  |  |  |  |  |  |  |  |  |  |  |  |  |  |  |
| Trong lúc đội siêu nhân vẫn còn băn khoăn vì sự xuất hiện bất ngờ của Gao Chúa, Cậu bé Gió đã vào được Động Gao bởi cậu nghe tiếng rùa gọi mình. Ở Động Quỷ, do ghen tị tài nấu nướng phục vụ Quỷ vương Oruku của JJ, Yabaiba quyết tâm kết hợp cùng Oruku Tung Hứng để tiêu diệt LLSMST ở khu giải trí, cuối cùng y phát hiện Gao Xanh, Gao Vàng và Fuutaro (Cậu bé Gió) đến công viên giải trí rồi bám theo. Tuy nhiên sau nhiều lần cố ám sát Gao Vàng thất bại trong lốt cải trang, Yabaiba-Oruku Tung Hứng đã bắt Fuutaro làm con tin và lộ diện, buộc Gao Vàng-Gao Xanh phải chiến đấu. Tiếp đó 3 siêu nhân còn lại kịp thời đến hỗ trợ họ và giải cứu Fuutaro, đồng thời hạ gục tên Oruku Tung Hứng. Sau đó Yabaiba ăn hạt đậu ma để hóa khổng lồ, liên thủ với Oruku Tung Hứng để đối chọi với LLSMST, nhưng sau cùng vẫn không ngăn được đội siêu nhân tiêu diệt tên Oruku đó, còn Yabaiba thu nhỏ về nguyên hình ban đầu sau khi đậu ma hết tác dụng. Cuối tập, ngay ở lần gặp đầu tiên với Gao Bạc trong hình hài thật, Fuutaro nói rằng cậu dường như đã gặp anh từ rất lâu rồi. |                                                                                     |                      |  |  |  |  |  |  |  |  |  |  |  |  |  |  |  |  |  |  |  |  |  |  |  |  |  |  |  |  |  |  |  |  |  |  |  |  |  |  |  |  |  |  |  |  |  |  |  |  |  |  |  |  |  |  |  |  |  |  |  |  |  |  |  |  |  |  |  |  |  |  |  |  |  |  |  |  |  |  |  |  |  |  |  |  |  |  |  |  |  |  |  |  |  |  |  |  |  |  |  |  |  |  |  |  |  |  |  |  |  |  |  |  |  |  |  |  |  |  |  |  |  |  |  |  |  |  |  |  |  |  |  |  |  |  |  |  |  |  |  |  |  |  |  |  |  |  |  |
| 38 | "Vua Genie chiến đấu trên tuyến đầu" "Shōryō Ō Chōjō Kessen" (精霊王頂上決戦)       | 11 tháng 11 năm 2001 |  |  |  |  |  |  |  |  |  |  |  |  |  |  |  |  |  |  |  |  |  |  |  |  |  |  |  |  |  |  |  |  |  |  |  |  |  |  |  |  |  |  |  |  |  |  |  |  |  |  |  |  |  |  |  |  |  |  |  |  |  |  |  |  |  |  |  |  |  |  |  |  |  |  |  |  |  |  |  |  |  |  |  |  |  |  |  |  |  |  |  |  |  |  |  |  |  |  |  |  |  |  |  |  |  |  |  |  |  |  |  |  |  |  |  |  |  |  |  |  |  |  |  |  |  |  |  |  |  |  |  |  |  |  |  |  |  |  |  |  |  |  |  |  |  |  |  |
| Lực lượng chiến binh Gao đã chạm trán một kẻ thù mạnh là Oruku thuần thú. Không những các siêu nhân bị tên Oruku này điều khiển, mà y còn khắc chế lần lượt các siêu thú như Gao Sư Tử để hợp thể thành Gao Vua, chỉ riêng Gao Thợ Săn của Gao Bạc không bị ảnh hưởng nhưng robot này bị Oruku thuần thú cản trở để Gao Vua rảnh tay đánh bại Gao Muscle. Với sức mạnh thuần thú của mình, Oruku thuần thú còn triệu hồi cả Gao Voi, Gao Hươu cao cổ và Gao Nai Dias đến hỗ trợ để đả bại Gao Thợ Săn, rồi đe dọa các chiến binh Gao dưới mặt đất, trước khi Fuutaro xuất hiện và làm thức tỉnh Gao Vua, từ đó làm bàn đạp để lực lượng siêu nhân phản công tiêu diệt Oruku thuần thú. |                                                                                     |                      |  |  |  |  |  |  |  |  |  |  |  |  |  |  |  |  |  |  |  |  |  |  |  |  |  |  |  |  |  |  |  |  |  |  |  |  |  |  |  |  |  |  |  |  |  |  |  |  |  |  |  |  |  |  |  |  |  |  |  |  |  |  |  |  |  |  |  |  |  |  |  |  |  |  |  |  |  |  |  |  |  |  |  |  |  |  |  |  |  |  |  |  |  |  |  |  |  |  |  |  |  |  |  |  |  |  |  |  |  |  |  |  |  |  |  |  |  |  |  |  |  |  |  |  |  |  |  |  |  |  |  |  |  |  |  |  |  |  |  |  |  |  |  |  |  |  |  |
| 39 | "Thượng đế cũng bị cướp đi" "Kami ga Tsuresaru" (神が連れ去る)                      | 18 tháng 11 năm 2001 |  |  |  |  |  |  |  |  |  |  |  |  |  |  |  |  |  |  |  |  |  |  |  |  |  |  |  |  |  |  |  |  |  |  |  |  |  |  |  |  |  |  |  |  |  |  |  |  |  |  |  |  |  |  |  |  |  |  |  |  |  |  |  |  |  |  |  |  |  |  |  |  |  |  |  |  |  |  |  |  |  |  |  |  |  |  |  |  |  |  |  |  |  |  |  |  |  |  |  |  |  |  |  |  |  |  |  |  |  |  |  |  |  |  |  |  |  |  |  |  |  |  |  |  |  |  |  |  |  |  |  |  |  |  |  |  |  |  |  |  |  |  |  |  |  |  |  |
| Sau khi tranh cãi các chiến binh Gao, Fuutaro bỏ đi và gặp Oruku và bị Quỷ vương Oruku thuyết phục về phe y. Kể cả khi lực lượng siêu nhân đánh bại Oruku Màn hình trước khi y hóa khổng lồ, họ vẫn không thể nào thuyết phục Fuutaro trở lại. Kế đó dù LLSMST đã tiêu diệt Oruku Màn hình khổng lồ, Fuutaro đã triệu hồi Gao Chúa đến chiến đấu và hạ Gao Vua, rồi Gao Chúa/Fuutaro quyết định rời bỏ Trái Đất vì cho rằng để con người bảo vệ hành tinh xanh là một lựa chọn sai lầm, đồng thời đem luôn cả những viên ngọc Gao đi. |                                                                                     |                      |  |  |  |  |  |  |  |  |  |  |  |  |  |  |  |  |  |  |  |  |  |  |  |  |  |  |  |  |  |  |  |  |  |  |  |  |  |  |  |  |  |  |  |  |  |  |  |  |  |  |  |  |  |  |  |  |  |  |  |  |  |  |  |  |  |  |  |  |  |  |  |  |  |  |  |  |  |  |  |  |  |  |  |  |  |  |  |  |  |  |  |  |  |  |  |  |  |  |  |  |  |  |  |  |  |  |  |  |  |  |  |  |  |  |  |  |  |  |  |  |  |  |  |  |  |  |  |  |  |  |  |  |  |  |  |  |  |  |  |  |  |  |  |  |  |  |  |
| 40 | "Hòn đảo Trời bị phá hủy" "Tenkū Shima, Horobu" (天空島、滅ぶ)                      | 25 tháng 11 năm 2001 |  |  |  |  |  |  |  |  |  |  |  |  |  |  |  |  |  |  |  |  |  |  |  |  |  |  |  |  |  |  |  |  |  |  |  |  |  |  |  |  |  |  |  |  |  |  |  |  |  |  |  |  |  |  |  |  |  |  |  |  |  |  |  |  |  |  |  |  |  |  |  |  |  |  |  |  |  |  |  |  |  |  |  |  |  |  |  |  |  |  |  |  |  |  |  |  |  |  |  |  |  |  |  |  |  |  |  |  |  |  |  |  |  |  |  |  |  |  |  |  |  |  |  |  |  |  |  |  |  |  |  |  |  |  |  |  |  |  |  |  |  |  |  |  |  |  |  |
| Sau khi Gao Chúa cùng các siêu thú ở Đảo Trời đã bỏ đi, cả Tetomu và lực lượng chiến binh Gao đều bị sốc nặng nề, trong đó có Gao Bạc. Nhưng trước mối đe dọa mới là Oruku Móng ngựa, 5 siêu nhân vẫn đứng lên chiến đấu với bọn Oruku và làm Gao Bạc bị thuyết phục, nên anh đã từ chối lời đề nghị ra đi của Gao Chúa/Fuutaro để ở lại sát cánh cùng những người đồng đội. Tiếp đó khi Gao Bạc gặp khó khăn, các viên ngọc Gao đã xuất hiện trên tay 5 chiến binh Gao còn lại để họ triệu hồi siêu thú tiếp ứng Gao Bạc hạ gục Oruku Móng ngựa khổng lồ. Cuối tập phim Chúa Ara (hay Gao Chúa) quyết định ở lại đồng hành cùng LLSMST và khôi phục Đảo Trời. |                                                                                     |                      |  |  |  |  |  |  |  |  |  |  |  |  |  |  |  |  |  |  |  |  |  |  |  |  |  |  |  |  |  |  |  |  |  |  |  |  |  |  |  |  |  |  |  |  |  |  |  |  |  |  |  |  |  |  |  |  |  |  |  |  |  |  |  |  |  |  |  |  |  |  |  |  |  |  |  |  |  |  |  |  |  |  |  |  |  |  |  |  |  |  |  |  |  |  |  |  |  |  |  |  |  |  |  |  |  |  |  |  |  |  |  |  |  |  |  |  |  |  |  |  |  |  |  |  |  |  |  |  |  |  |  |  |  |  |  |  |  |  |  |  |  |  |  |  |  |  |  |
| 41 | "Ông già Noel đã tới" "Santa ga Kita" (サンタが来た)                                | 2 tháng 12 năm 2001  |  |  |  |  |  |  |  |  |  |  |  |  |  |  |  |  |  |  |  |  |  |  |  |  |  |  |  |  |  |  |  |  |  |  |  |  |  |  |  |  |  |  |  |  |  |  |  |  |  |  |  |  |  |  |  |  |  |  |  |  |  |  |  |  |  |  |  |  |  |  |  |  |  |  |  |  |  |  |  |  |  |  |  |  |  |  |  |  |  |  |  |  |  |  |  |  |  |  |  |  |  |  |  |  |  |  |  |  |  |  |  |  |  |  |  |  |  |  |  |  |  |  |  |  |  |  |  |  |  |  |  |  |  |  |  |  |  |  |  |  |  |  |  |  |  |  |  |
| Bắt gặp Oruku Noel đang phát quà cho thiếu nhi, lực lượng siêu nhân định ra tay chiến đấu nhưng sau khi thấy y không hề có ác ý gì với con người, các siêu nhân còn lại bỏ về ngoại trừ Gao Đỏ ở lại theo dõi tên Oruku đó. Từ đây Gao Đỏ nhận ra quan điểm của Oruku Noel trái ngược hoàn toàn với bọn Oruku tà ác, vì thế anh đồng ý giúp y phát quà cho đám trẻ. Sau cùng khi gặp Quỷ vương Oruku Rocha và đưa cho y điện thoại Gao, Gao Đỏ mới biết mình đã bị Oruku Noel lừa gạt và bị còng tay. Kế đó khi các đồng đội đến hỗ trợ Gao Đỏ cũng bị mai phục, Gao Đỏ nảy ra kế đoạt lại điện thoại Gao và biến hình chiến đấu. Sau khi tiêu diệt Oruku Nỗi đau thành công trên mặt trận khổng lồ, các chiến binh Gao hóa trang thành những ông già Noel phát quà cho thiếu nhi. |                                                                                     |                      |  |  |  |  |  |  |  |  |  |  |  |  |  |  |  |  |  |  |  |  |  |  |  |  |  |  |  |  |  |  |  |  |  |  |  |  |  |  |  |  |  |  |  |  |  |  |  |  |  |  |  |  |  |  |  |  |  |  |  |  |  |  |  |  |  |  |  |  |  |  |  |  |  |  |  |  |  |  |  |  |  |  |  |  |  |  |  |  |  |  |  |  |  |  |  |  |  |  |  |  |  |  |  |  |  |  |  |  |  |  |  |  |  |  |  |  |  |  |  |  |  |  |  |  |  |  |  |  |  |  |  |  |  |  |  |  |  |  |  |  |  |  |  |  |  |  |  |
| 42 | "Quỷ Ninja xâm lược" "Orugu Ninja Shinryaku!" (鬼（オルグ）忍者侵略！)              | 9 tháng 12 năm 2001  |  |  |  |  |  |  |  |  |  |  |  |  |  |  |  |  |  |  |  |  |  |  |  |  |  |  |  |  |  |  |  |  |  |  |  |  |  |  |  |  |  |  |  |  |  |  |  |  |  |  |  |  |  |  |  |  |  |  |  |  |  |  |  |  |  |  |  |  |  |  |  |  |  |  |  |  |  |  |  |  |  |  |  |  |  |  |  |  |  |  |  |  |  |  |  |  |  |  |  |  |  |  |  |  |  |  |  |  |  |  |  |  |  |  |  |  |  |  |  |  |  |  |  |  |  |  |  |  |  |  |  |  |  |  |  |  |  |  |  |  |  |  |  |  |  |  |  |
| Một tướng Oruku mới được chúa Quỷ Rocha gọi đến là Quỷ Ninja Torotoro xuất hiện, y cùng bộ đôi JJ-Yabaiba đi tập kích các siêu nhân ở Động Gao vào buổi đêm nhưng bất thành. Ở lần chạm trán thứ hai, Torotoro sử dụng thuật ảo ảnh gây nhiều khó khăn cho các chiến binh Gao, với mục đích đánh lạc hướng để JJ vào Động Gao bắt cóc Tetomu. Dù sau cùng vẫn bắt Tetomu thành công và thậm chí còn hi sinh chiếc sừng của mình trước đó, JJ mới biết rằng Rocha bắt Tetomu về là để nấu ăn cho y, vì JJ nấu không hợp khẩu vị của chúa Quỷ cũng như Rocha chỉ dùng JJ như một con tốt thí, và kết cục là JJ hi sinh thế mạng thay Rocha bởi thanh gươm siêu thú của các iêu nhân. Trong khi đó khi các đồng đội gặp khó trên mặt trận khổng lồ, Gao Bạc đã bắt bài thuật ảo ảnh của Torotoro nhưng cuối cùng lại để y trốn mất. |                                                                                     |                      |  |  |  |  |  |  |  |  |  |  |  |  |  |  |  |  |  |  |  |  |  |  |  |  |  |  |  |  |  |  |  |  |  |  |  |  |  |  |  |  |  |  |  |  |  |  |  |  |  |  |  |  |  |  |  |  |  |  |  |  |  |  |  |  |  |  |  |  |  |  |  |  |  |  |  |  |  |  |  |  |  |  |  |  |  |  |  |  |  |  |  |  |  |  |  |  |  |  |  |  |  |  |  |  |  |  |  |  |  |  |  |  |  |  |  |  |  |  |  |  |  |  |  |  |  |  |  |  |  |  |  |  |  |  |  |  |  |  |  |  |  |  |  |  |  |  |  |
| 43 | "Gao Sư tử đã bốc cháy" "Shishi, Shakunetsu Suru" (獅子、灼熱する)                  | 16 tháng 12 năm 2001 |  |  |  |  |  |  |  |  |  |  |  |  |  |  |  |  |  |  |  |  |  |  |  |  |  |  |  |  |  |  |  |  |  |  |  |  |  |  |  |  |  |  |  |  |  |  |  |  |  |  |  |  |  |  |  |  |  |  |  |  |  |  |  |  |  |  |  |  |  |  |  |  |  |  |  |  |  |  |  |  |  |  |  |  |  |  |  |  |  |  |  |  |  |  |  |  |  |  |  |  |  |  |  |  |  |  |  |  |  |  |  |  |  |  |  |  |  |  |  |  |  |  |  |  |  |  |  |  |  |  |  |  |  |  |  |  |  |  |  |  |  |  |  |  |  |  |  |
| Ở lần chạm trán tiếp theo, LLSMST lại bị Torotoro gây nhiều khó dễ bởi thuật dùng bóng của chính các chiến binh Gao để đối đầu với họ. Do Rocha hất đổ những món ăn của JJ mà Yabaiba dâng lên, Yabaiba tức giận đoạt lấy Tetomu để bắt cô làm một bữa ăn mới cho Rocha. Nhưng sau khi chúa quỷ này một lần nữa hất đổ những món đó vì thấy chúng giống những món Yabaiba từng dâng lên, y nổi giận và lệnh cho Torotoro trừng trị Yabaiba nhưng vô tình tạo ra cái bóng ngược của chính Torotoro, để rồi Gao Đỏ dùng kế diệt cái bóng này đồng thời kết liễu luôn Quỷ Ninja. Sau khi hóa khổng lồ, Torotoro dùng phép kéo các chiến binh Gao vào địa giới Oruku để hành hạ các siêu nhân. Cuối cùng Tetomu sử dụng sức mạnh tâm linh từ trái tim khi nhớ lại những lần nấu ăn cho lực lượng siêu nhân để góp phần tạo nên robot mới là Gao Kantaos, để rồi người máy này đến địa giới Oruku để giải cứu những chiến binh Gao cũng như tiêu diệt hoàn toàn Torotoro. |                                                                                     |                      |  |  |  |  |  |  |  |  |  |  |  |  |  |  |  |  |  |  |  |  |  |  |  |  |  |  |  |  |  |  |  |  |  |  |  |  |  |  |  |  |  |  |  |  |  |  |  |  |  |  |  |  |  |  |  |  |  |  |  |  |  |  |  |  |  |  |  |  |  |  |  |  |  |  |  |  |  |  |  |  |  |  |  |  |  |  |  |  |  |  |  |  |  |  |  |  |  |  |  |  |  |  |  |  |  |  |  |  |  |  |  |  |  |  |  |  |  |  |  |  |  |  |  |  |  |  |  |  |  |  |  |  |  |  |  |  |  |  |  |  |  |  |  |  |  |  |  |
| 44 | "Hòn đá Rùa rơi xuống" "Gaozu Rokku, Ochiru" (亀岩（ガオズロック）、落ちる)         | 23 tháng 12 năm 2001 |  |  |  |  |  |  |  |  |  |  |  |  |  |  |  |  |  |  |  |  |  |  |  |  |  |  |  |  |  |  |  |  |  |  |  |  |  |  |  |  |  |  |  |  |  |  |  |  |  |  |  |  |  |  |  |  |  |  |  |  |  |  |  |  |  |  |  |  |  |  |  |  |  |  |  |  |  |  |  |  |  |  |  |  |  |  |  |  |  |  |  |  |  |  |  |  |  |  |  |  |  |  |  |  |  |  |  |  |  |  |  |  |  |  |  |  |  |  |  |  |  |  |  |  |  |  |  |  |  |  |  |  |  |  |  |  |  |  |  |  |  |  |  |  |  |  |  |
| Rocha bắt đầu tiến hành âm mưu tiêu diệt lực lượng Gao khi đã cài một nhân bản của mình vào điện thoại Gao của Gao Đỏ ở tập 41. Sáng sớm tỉnh dậy, các chiến binh Gao phát hiện Hòn đá Rùa (hay Động Gao) bị rung chuyển, còn điện thoại Gao đều bị hỏng là do một tay Rocha bày mưu. Khi các đồng đội thất thế vì không thể biến thân, Gao Bạc đã đến trợ giúp nhưng cũng chẳng địch nổi Rocha và LLSMST bị dồn vào đường cùng. Chứng kiến Rocha hóa khổng lồ đang phá hủy Hòn đá Rùa, Gao Đỏ liều mình xông lên nhưng bị y bắt và định ăn thịt, nhưng các siêu thú đã kịp thời xuất hiện giải cứu Gao Đỏ, riêng Gao Nai Diyas còn chữa cho các điện thoại Gao hoạt động trở lại. Sau cùng các chiến binh Gao với Gao Kantaos đã kết liễu thành công Chúa Quỷ Rocha. |                                                                                     |                      |  |  |  |  |  |  |  |  |  |  |  |  |  |  |  |  |  |  |  |  |  |  |  |  |  |  |  |  |  |  |  |  |  |  |  |  |  |  |  |  |  |  |  |  |  |  |  |  |  |  |  |  |  |  |  |  |  |  |  |  |  |  |  |  |  |  |  |  |  |  |  |  |  |  |  |  |  |  |  |  |  |  |  |  |  |  |  |  |  |  |  |  |  |  |  |  |  |  |  |  |  |  |  |  |  |  |  |  |  |  |  |  |  |  |  |  |  |  |  |  |  |  |  |  |  |  |  |  |  |  |  |  |  |  |  |  |  |  |  |  |  |  |  |  |  |  |  |
| 45 | "Cuộc chiến vẫn chưa kết thúc" "Tatakai Owarazu" (闘い終わらず)                     | 30 tháng 12 năm 2001 |  |  |  |  |  |  |  |  |  |  |  |  |  |  |  |  |  |  |  |  |  |  |  |  |  |  |  |  |  |  |  |  |  |  |  |  |  |  |  |  |  |  |  |  |  |  |  |  |  |  |  |  |  |  |  |  |  |  |  |  |  |  |  |  |  |  |  |  |  |  |  |  |  |  |  |  |  |  |  |  |  |  |  |  |  |  |  |  |  |  |  |  |  |  |  |  |  |  |  |  |  |  |  |  |  |  |  |  |  |  |  |  |  |  |  |  |  |  |  |  |  |  |  |  |  |  |  |  |  |  |  |  |  |  |  |  |  |  |  |  |  |  |  |  |  |  |  |
| Trong lúc dọn dẹp lại Hòn đá Rùa, Tetomu nhặt được chiếc gậy phất của bà ngoại cô, Gao Tím rồi hồi tưởng lại cuộc chiến của những chiến binh Gao 1000 năm trước, còn Gao Đỏ đột ngột xuất hiện sau khi về từ Đảo Trời và cũng hoài niệm từ lúc bắt đầu trở thành chiến binh Gao cho đến những hành trình mà anh cùng các đồng đội đã trải qua. Ở một nơi xa hơn, Gao Bạc cũng hoài niệm từ lúc đeo chiếc mặt nạ Quỷ Sói cách đây 1 ngàn năm rồi được đánh thức trở lại cho đến khi trở thành chiến binh Gao Bạc sát cánh chiến đấu cùng lực lượng siêu nhân như hiện tại. Cách đó không xa, Yabaiba cũng nhớ lại những hồi ức đẹp từng có với JJ, cho đến khi thấy Gao Vua và các robot khổng lồ khác đến trợ giúp chiến binh Gao xây dựng lại Hòn đá Rùa. Sau đó Yabaiba bắt Tetomu để ra yêu sách đòi LLSMST, cụ thể là Gao Vua phải nhảy múa cho y xem, cho đến khi Gao Bạc xuất hiện và dọa cho y bỏ chạy mất. Cuối tập phim, tất cả chiến binh Gao cùng đi tắm suối nước nóng ở gần đó. |                                                                                     |                      |  |  |  |  |  |  |  |  |  |  |  |  |  |  |  |  |  |  |  |  |  |  |  |  |  |  |  |  |  |  |  |  |  |  |  |  |  |  |  |  |  |  |  |  |  |  |  |  |  |  |  |  |  |  |  |  |  |  |  |  |  |  |  |  |  |  |  |  |  |  |  |  |  |  |  |  |  |  |  |  |  |  |  |  |  |  |  |  |  |  |  |  |  |  |  |  |  |  |  |  |  |  |  |  |  |  |  |  |  |  |  |  |  |  |  |  |  |  |  |  |  |  |  |  |  |  |  |  |  |  |  |  |  |  |  |  |  |  |  |  |  |  |  |  |  |  |  |
| 46 | "Cuộc chiến trong năm mới" "Shōgatsu ga Osō" (正月が襲う)                           | 6 tháng 1 năm 2002   |  |  |  |  |  |  |  |  |  |  |  |  |  |  |  |  |  |  |  |  |  |  |  |  |  |  |  |  |  |  |  |  |  |  |  |  |  |  |  |  |  |  |  |  |  |  |  |  |  |  |  |  |  |  |  |  |  |  |  |  |  |  |  |  |  |  |  |  |  |  |  |  |  |  |  |  |  |  |  |  |  |  |  |  |  |  |  |  |  |  |  |  |  |  |  |  |  |  |  |  |  |  |  |  |  |  |  |  |  |  |  |  |  |  |  |  |  |  |  |  |  |  |  |  |  |  |  |  |  |  |  |  |  |  |  |  |  |  |  |  |  |  |  |  |  |  |  |
| Sau khi Tetomu bình phục sức khỏe, Gao Đỏ cùng các đồng đội dự định tổ chức trận truy kích động của Oruku dựa theo dẫn đường của Tetomu. Căn cứ vào tấm bản đồ Tetomu vẽ, cả đội chia nhau ra tìm điểm đến đầu tiên là một cây cầu. Gao Đen và Gao Trắng là những người phát hiện sớm nhất và lần đầu chạm trán Oruku Năm Mới nhưng để y chạy mất. Trong khi Yabaiba cùng đồng bọn tranh thủ che lấp dấu vết đến căn cứ Oruku, Oruku Năm Mới cầm chân các chiến binh Gao bằng cách thi so tài các trò chơi năm mới. Sau khi Gao Trắng thua trò đánh cầu, Gao Bạc-Gao Đen-Gao Xanh thua trò đánh bài và Gao Vàng thua trò đấu con quay, sau cùng Gao Đỏ đã giành chiến thắng trò múa sư tử để tiến đến tiêu diệt Oruku. Sau khi kết liễu nốt Oruku Năm Mới trên mặt trận khổng lồ, LLSMST phát hiện ra âm mưu của bọn Oruku nhưng chúng đã kịp xóa hết mọi dấu vết đến căn cứ của chúng. |                                                                                     |                      |  |  |  |  |  |  |  |  |  |  |  |  |  |  |  |  |  |  |  |  |  |  |  |  |  |  |  |  |  |  |  |  |  |  |  |  |  |  |  |  |  |  |  |  |  |  |  |  |  |  |  |  |  |  |  |  |  |  |  |  |  |  |  |  |  |  |  |  |  |  |  |  |  |  |  |  |  |  |  |  |  |  |  |  |  |  |  |  |  |  |  |  |  |  |  |  |  |  |  |  |  |  |  |  |  |  |  |  |  |  |  |  |  |  |  |  |  |  |  |  |  |  |  |  |  |  |  |  |  |  |  |  |  |  |  |  |  |  |  |  |  |  |  |  |  |  |  |
| 47 | "Đoàn tàu hỏa chạy tốc hành" "Jōkikikan, Bakusō" (蒸気機関、爆走!)                  | 13 tháng 1 năm 2002  |  |  |  |  |  |  |  |  |  |  |  |  |  |  |  |  |  |  |  |  |  |  |  |  |  |  |  |  |  |  |  |  |  |  |  |  |  |  |  |  |  |  |  |  |  |  |  |  |  |  |  |  |  |  |  |  |  |  |  |  |  |  |  |  |  |  |  |  |  |  |  |  |  |  |  |  |  |  |  |  |  |  |  |  |  |  |  |  |  |  |  |  |  |  |  |  |  |  |  |  |  |  |  |  |  |  |  |  |  |  |  |  |  |  |  |  |  |  |  |  |  |  |  |  |  |  |  |  |  |  |  |  |  |  |  |  |  |  |  |  |  |  |  |  |  |  |  |
| Thất vọng vì không thể truy lùng dấu vết của Oruku, lực lượng siêu nhân được Fuutaro đến cảnh báo về một trận chiến cuối cùng với Oruku đang cận kề, cũng như sẽ xuất hiện Oruku mạnh nhất. Tiếp đó khi giao chiến và bị thất thế trước Oruku đoàn tàu hỏa, Yabaiba bất ngờ xuất hiện trợ giúp LLSMST tiêu diệt Oruku, vì mục đích của y là nạp sức mạnh của thanh gươm siêu thú vào chiếc sừng của JJ để tính kế hồi sinh ả. Trên mặt trận khổng lồ, Oruku Đoàn tàu hỏa tỏ ra không có đối thủ, khi lần lượt Gao Vua, Gao Thợ Săn và cả Gao Gingko đều bại trận, nhưng sau cùng Gao Ekalous với sức mạnh đáng nể đã kết liễu thành công tên Oruku này. Ở động quỷ, Yabaiba đã cứu được JJ bằng cần câu cá, nhưng đi kèm theo JJ là cả ba chúa quỷ từng bị LLSMST giết trong quá khứ là Syutin, Hoover và Rocha. |                                                                                     |                      |  |  |  |  |  |  |  |  |  |  |  |  |  |  |  |  |  |  |  |  |  |  |  |  |  |  |  |  |  |  |  |  |  |  |  |  |  |  |  |  |  |  |  |  |  |  |  |  |  |  |  |  |  |  |  |  |  |  |  |  |  |  |  |  |  |  |  |  |  |  |  |  |  |  |  |  |  |  |  |  |  |  |  |  |  |  |  |  |  |  |  |  |  |  |  |  |  |  |  |  |  |  |  |  |  |  |  |  |  |  |  |  |  |  |  |  |  |  |  |  |  |  |  |  |  |  |  |  |  |  |  |  |  |  |  |  |  |  |  |  |  |  |  |  |  |  |  |
| 48 | "Bóng tối đã hồi sinh" "Yatsura ga Yomigaeru" (奴らが蘇る)                          | 20 tháng 1 năm 2002  |  |  |  |  |  |  |  |  |  |  |  |  |  |  |  |  |  |  |  |  |  |  |  |  |  |  |  |  |  |  |  |  |  |  |  |  |  |  |  |  |  |  |  |  |  |  |  |  |  |  |  |  |  |  |  |  |  |  |  |  |  |  |  |  |  |  |  |  |  |  |  |  |  |  |  |  |  |  |  |  |  |  |  |  |  |  |  |  |  |  |  |  |  |  |  |  |  |  |  |  |  |  |  |  |  |  |  |  |  |  |  |  |  |  |  |  |  |  |  |  |  |  |  |  |  |  |  |  |  |  |  |  |  |  |  |  |  |  |  |  |  |  |  |  |  |  |  |
| Mải mê ăn mừng vì chỉ còn Yabaiba là Oruku cuối cùng, các chiến binh Gao chợt nhận ra thời khắc họ chia tay cũng đã cận kề. Khi mà 3 chúa quỷ hồi sinh còn sở hữu năng lượng mạnh mẽ hơn cả lúc trước và bổ nhiệm JJ làm thống lĩnh của chúng, thì mỗi chiến binh lại đi dạo theo cặp và bàn chuyện về tương lai của mỗi người. Sau đó lực lượng siêu nhân dò theo tín hiệu Oruku và bị Yabaiba dẫn vào nơi mai phục của chúng. JJ xuất hiện và kêu gọi cả ba chúa quỷ Oruku ra ứng chiến, dù làm mọi cách nhưng các chiến binh Gao hoàn toàn thất thế trước sức mạnh khủng khiếp của 3 chúa quỷ hợp lại, đến mức các siêu thú đã phải chạy đến hỗ trợ và Gao Sư Tử đỡ đòn tấn công của bọn Oruku để bảo toàn tính mạng của các siêu nhân. Mặc dù vẫn chạy thoát khỏi bọn quỷ nhưng tất cả LLSMST đều bị thương vô cùng nghiêm trọng. |                                                                                     |                      |  |  |  |  |  |  |  |  |  |  |  |  |  |  |  |  |  |  |  |  |  |  |  |  |  |  |  |  |  |  |  |  |  |  |  |  |  |  |  |  |  |  |  |  |  |  |  |  |  |  |  |  |  |  |  |  |  |  |  |  |  |  |  |  |  |  |  |  |  |  |  |  |  |  |  |  |  |  |  |  |  |  |  |  |  |  |  |  |  |  |  |  |  |  |  |  |  |  |  |  |  |  |  |  |  |  |  |  |  |  |  |  |  |  |  |  |  |  |  |  |  |  |  |  |  |  |  |  |  |  |  |  |  |  |  |  |  |  |  |  |  |  |  |  |  |  |  |
| 49 | "Đóng cửa hang động ma quái" "Matorikkusu, Tojiru" (鬼洞窟（マトリックス）、閉じる) | 27 tháng 1 năm 2002  |  |  |  |  |  |  |  |  |  |  |  |  |  |  |  |  |  |  |  |  |  |  |  |  |  |  |  |  |  |  |  |  |  |  |  |  |  |  |  |  |  |  |  |  |  |  |  |  |  |  |  |  |  |  |  |  |  |  |  |  |  |  |  |  |  |  |  |  |  |  |  |  |  |  |  |  |  |  |  |  |  |  |  |  |  |  |  |  |  |  |  |  |  |  |  |  |  |  |  |  |  |  |  |  |  |  |  |  |  |  |  |  |  |  |  |  |  |  |  |  |  |  |  |  |  |  |  |  |  |  |  |  |  |  |  |  |  |  |  |  |  |  |  |  |  |  |  |
| Chứng kiến các đồng đội đau đớn vì thương tích đầy mình, Gao Đỏ quyết tâm đến hang động của Oruku để lần tìm manh mối. Nhưng trên đường đi anh bị bọn chúa quỷ phát hiện và bị dồn ngã xuống vực thẳm, sau đó các đồng đội của Gao Đỏ kịp phát hiện ra anh. Fuutaro tới chỗ Tetomu thông báo rằng cậu đã phát hiện ra một nơi cung cấp năng lượng quỷ và chỉ có cách phá hủy những cánh cổng bảo vệ bên ngoài mới có thể đột nhập vào động quỷ, vì thế lực lượng siêu nhân đã chia nhau ra đi phá từng cánh cổng một. Sau khi các cánh cổng bị phá, Tetoum và Fuutaro vào động quỷ và làm vô hiệu hóa tượng đá cung cấp năng lượng quỷ, nhưng để cho JJ chạy thoát cầm theo một dung dịch mà ả mới chế tạo. Dù tiếp đó các chiến binh Gao tiêu diệt thành công 3 chúa quỷ Oruku, nhưng JJ đã sử dụng thứ dung dịch kia để hợp nhất sức mạnh của 3 chúa quỷ, tạo thành một siêu chúa quỷ tên là Senki 千鬼 (Thiên Quỷ/Bản dịch cũ là Oroku ngàn năm) với nguồn sức mạnh vô biên. |                                                                                     |                      |  |  |  |  |  |  |  |  |  |  |  |  |  |  |  |  |  |  |  |  |  |  |  |  |  |  |  |  |  |  |  |  |  |  |  |  |  |  |  |  |  |  |  |  |  |  |  |  |  |  |  |  |  |  |  |  |  |  |  |  |  |  |  |  |  |  |  |  |  |  |  |  |  |  |  |  |  |  |  |  |  |  |  |  |  |  |  |  |  |  |  |  |  |  |  |  |  |  |  |  |  |  |  |  |  |  |  |  |  |  |  |  |  |  |  |  |  |  |  |  |  |  |  |  |  |  |  |  |  |  |  |  |  |  |  |  |  |  |  |  |  |  |  |  |  |  |  |
| 50 | "Cái chết của lực lượng siêu thú" "Hyakujū, Shisu" (百獣、死す)                     | 3 tháng 2 năm 2002   |  |  |  |  |  |  |  |  |  |  |  |  |  |  |  |  |  |  |  |  |  |  |  |  |  |  |  |  |  |  |  |  |  |  |  |  |  |  |  |  |  |  |  |  |  |  |  |  |  |  |  |  |  |  |  |  |  |  |  |  |  |  |  |  |  |  |  |  |  |  |  |  |  |  |  |  |  |  |  |  |  |  |  |  |  |  |  |  |  |  |  |  |  |  |  |  |  |  |  |  |  |  |  |  |  |  |  |  |  |  |  |  |  |  |  |  |  |  |  |  |  |  |  |  |  |  |  |  |  |  |  |  |  |  |  |  |  |  |  |  |  |  |  |  |  |  |  |
| Các siêu nhân liền sử dụng thành gươm siêu thú đánh Chúa tể Ngàn ma quái nhưng y không hề hấn gì cả. Fuutaro hóa thành Chúa Ara, còn Gao Bạc triệu hồi Gao Thợ Săn đối đầu với Ngàn ma quái sau khi y hóa khổng lồ. Kết quả là Gao Thợ Săn cùng tất cả siêu thú Gao Bạc bị tiêu diệt. Ngay lập tức Tetomu đưa Hòn đá rùa đến giải cứu Gao Bạc và Chúa Ara/Fuutaro nhưng cũng không thể cứu tính mạng của Fuutaro. Các chiến binh Gao tiếp tục đối đầu với Chúa tể Ngàn ma quái trên Đảo Trời và khi tưởng như đã tiêu diệt được y nhưng y lại bất ngờ hồi sinh, phản công và lùng diệt từng siêu thú một, rồi cuối cùng phá tan Đảo Trời, khiến các siêu nhân còn lại phải rút lui. Cuối tập phim Ngàn ma quái còn thu nạp toàn bộ sức mạnh của Oruku trên khắp hành tinh khiến cho y trở nên quyền năng hơn bao giờ hết. |                                                                                     |                      |  |  |  |  |  |  |  |  |  |  |  |  |  |  |  |  |  |  |  |  |  |  |  |  |  |  |  |  |  |  |  |  |  |  |  |  |  |  |  |  |  |  |  |  |  |  |  |  |  |  |  |  |  |  |  |  |  |  |  |  |  |  |  |  |  |  |  |  |  |  |  |  |  |  |  |  |  |  |  |  |  |  |  |  |  |  |  |  |  |  |  |  |  |  |  |  |  |  |  |  |  |  |  |  |  |  |  |  |  |  |  |  |  |  |  |  |  |  |  |  |  |  |  |  |  |  |  |  |  |  |  |  |  |  |  |  |  |  |  |  |  |  |  |  |  |  |  |
| 51 | "Tiếng gầm rống của các siêu thú" "Hyakujū, Hoeru!!" (百獣、吼える!!)               | 10 tháng 2 năm 2002  |  |  |  |  |  |  |  |  |  |  |  |  |  |  |  |  |  |  |  |  |  |  |  |  |  |  |  |  |  |  |  |  |  |  |  |  |  |  |  |  |  |  |  |  |  |  |  |  |  |  |  |  |  |  |  |  |  |  |  |  |  |  |  |  |  |  |  |  |  |  |  |  |  |  |  |  |  |  |  |  |  |  |  |  |  |  |  |  |  |  |  |  |  |  |  |  |  |  |  |  |  |  |  |  |  |  |  |  |  |  |  |  |  |  |  |  |  |  |  |  |  |  |  |  |  |  |  |  |  |  |  |  |  |  |  |  |  |  |  |  |  |  |  |  |  |  |  |
| Trong tình thế mất cả sức mạnh siêu thú lẫn khả năng biến thân, lực lượng chiến binh Gao với duy nhất một thanh kiếm cổ xửa mà Tetomu đã xông pha chiến đấu và lập kế hoạch lên đỉnh tòa nhà để cả đội hợp lực đưa Gao Đỏ đâm thanh kiếm vào trái tim Chúa tể Ngàn ma quái. Nhưng kế hoạch bất thành và với tinh thần không bỏ cuộc, mỗi chiến binh Gao đã tiết lộ tên thật của mỗi người và quyết tâm đối đầu Oruku thêm lần nữa. Đúng lúc đó bầu trời rực sáng và ý chí của những chiến binh Gao đã làm hồi sinh tất cả các siêu thú đã chết và kêu gọi hàng trăm siêu thú từ khắp nơi trên thế giới đến. Sức mạnh hợp nhất của các siêu nhân và hàng trăm siêu thú đã tiêu diệt cơ thể của Ngàn ma quái, còn trái tim của y bị kết liễu nốt bởi thanh gươm siêu thú, qua đó chính thức chấm dứt cuộc chiến trường kì giữa Oruku và chiến binh Gao. Thời khắc chia tay đã đến, lực lượng siêu nhân phải gửi trả đồng phục và điện thoại Gao cho Tetomu để cô đưa chúng và các siêu thú về Mặt Trăng, còn mỗi người cũng chia tay nhau để trở về với cuộc sống thường nhật của mình trước khi làm siêu nhân. |                                                                                     |                      |  |  |  |  |  |  |  |  |  |  |  |  |  |  |  |  |  |  |  |  |  |  |  |  |  |  |  |  |  |  |  |  |  |  |  |  |  |  |  |  |  |  |  |  |  |  |  |  |  |  |  |  |  |  |  |  |  |  |  |  |  |  |  |  |  |  |  |  |  |  |  |  |  |  |  |  |  |  |  |  |  |  |  |  |  |  |  |  |  |  |  |  |  |  |  |  |  |  |  |  |  |  |  |  |  |  |  |  |  |  |  |  |  |  |  |  |  |  |  |  |  |  |  |  |  |  |  |  |  |  |  |  |  |  |  |  |  |  |  |  |  |  |  |  |  |  |  |

### Ngoại truyện
| Tựa phim                                                                 | Phát hành   | Tóm tắt cốt truyện | Chú thích     |
| ------------------------------------------------------------------------ | ----------- | --- | ------------- |
| Quest Ex: GaoPanda Appears!! Gao Access CD                               | Băng đĩa    | Vào mùa đông lúc 4 siêu nhân đang bàn tán về việc Gao Trắng đang đắp một người tuyết, Oruku Người Tuyết cùng căp JJ-Yabaiba bất ngờ tấn công họ. Gao Bạc kịp đễn hỗ trợ các đồng đội, nhưng họ gặp khó khăn trong việc triệu hồi siêu thú vì trận bão tuyết mà Oruku tạo ra. Sau đó Gao Gấu Trúc (GaoPanda) xuất hiện và giải nguy cho các chiến binh Gao, hợp thể cùng Gao Vua tiêu diệt Oruku Người Tuyết thành công, rồi Gao Gấu Trúc nhanh chóng biến mất. Ở cuối phim là cảnh các chiến binh Gao tổ chức một cuộc đố vui với khán giả. | [ 9 ]         |
| Hyakujuu Sentai Gaoranger: Fire Mountain Roars                           | Chiếu rạp   | Trong lúc chiến đấu với Oruku, các chiến binh Gao bị cuốn xuyên không sang một thế giới khác và rơi xuống một hòn đảo lạ, nơi người dân ở đây bị hai Oruku Zeus và Posseidon cai trị. Lực lượng siêu nhân đã hỗ trợ người dân trên đảo để chiến đấu chống lại bọn Oruku, đồng thời đánh thức một siêu thú màu đỏ tên là GaoKong trỗi dậy từ ngọn núi lửa để giúp họ đối chọi với Oruku. Gao Chúa cũng góp mặt trong trận chiến này để hỗ trợ đội chiến binh Gao. | [ 10 ] [ 11 ] |
| Hyakujuu Sentai Gaoranger Super Video: Showdown! Gaoranger vs. GaoSilver | Chiếu rạp   | Sau khi tất cả viên ngọc Gao của các siêu nhân đột ngột bị hút vào suối nước ở Hòn đá Rùa, Gao Bạc thách thức 5 siêu nhân còn lại phát biểu "5 chân lý của chiến binh Gao" là gì. Sau một hồi suy nghĩ, lần lượt Gao Đen, Gao Vàng, Gao Xanh và Gao Trắng đều đưa ra câu trả lời đúng cho 4 chân lý đầu và nhận lại viên ngọc của mình. Riêng Gao Đỏ thì đưa ra đáp án sai hoặc ngớ ngẩn nên hết lần này đến lần khác bị phạt bằng việc bị một quả chuối khổng lồ từ trời rơi đè lên người. Sau cùng thì Gao Đỏ cũng suy nghĩ cẩn thận và trả lời đúng nên nhận lại viên ngọc Gao của mình. Cuối tập phim Gao Chúa xuất hiện và ban cho từng siêu nhân "trái tim của chiến binh Gao" giúp họ mạnh mẽ hơn.              | [ 12 ]        |
| Ninpuu Sentai Hurricaneger vs. Gaoranger                                 | Chiếu rạp   | 7 Giáo đầu Bóng tối của Jakarta - phe phản diện của chiến đội nhẫn phong bất ngờ tấn công họ dưới nguyên hình chiến binh Gao. Trước đó Chuubozu, một trong 7 Giáo Đầu đã bắt cóc các chiến binh Gao và đoạt lấy điện thoại Gao của họ nhờ sự giúp sức của JJ-Jabaiba, rồi trói họ nhốt vào hang động trong tình trạng bị yểm bùa. Gao Trắng trốn thoát và giải thích mọi chuyện với các siêu nhân nhẫn phong, đồng thời ngăn cản Gao Vua tiếp tục đánh Oanh Lôi Thần và Tuyền Phong Thần. Đội nhẫn phong đến giải cứu thành công các chiến binh Gao và sát cánh cùng họ chiến đấu. Kế đó Gao Bạc xuất hiện tiếp viện, góp phần giúp hai đội siêu nhân tiêu diệt hoàn toàn bọn Jakarta cũng như Oruku.                  | [ 13 ]        |
| Hyakujuu Sentai Gaoranger vs. Super Sentai                               | Chiếu rạp   | Trong lần đối đầu với JJ-Yabaiba và Rakushasaa - một kẻ có khả năng thao túng trí óc, các chiến binh Gao đã bị y lấy hết sự tự tin. Lực lượng Gao gặp gỡ các chiến binh Super Sentai tiền bối; mỗi tiền bối lại dạy cho từng người một niềm tin về các đàn anh của họ cũng như vực lại tinh thần chiến đấu. Các siêu nhân trong quá khứ gồm có Soukichi Banba/Big One (J.A.K.Q. Dengekitai), Yuusuke Amamiya/Red Falcon (Choujuu Sentai Liveman), Miku Imamura/ MegaPink (Denji Sentai Megaranger) cũng như tất cả chiến binh Đỏ từ Himitsu Sentai Goranger đến Mirai Sentai Timeranger xuất hiện trong trận chiến cuối cùng. Tất cả họ sát cánh cùng nhau chiến đấu và sau cùng đả bại được Rakushasaa và JJ-Yabaiba. | [ 14 ]        |
| Super Sentai Saikyo Battle                                               | Truyền hình | Một cô gái bí ẩn tên Rita tập hợp các Senshi từ các đội Super Sentai đến hành tinh Nemesis. Các chiến binh sẽ có thể thực hiện điều ước bất kỳ mà họ mong muốn nếu họ có thể giành chiến thắng trong giải đấu mang tên "Super Sentai Saikyo Battle". Tất cả các siêu nhân của 42 đội Super Sentai sẽ lần lượt được phân vào những đội khác nhau theo các chủ đề, chẳng hạn như Đội Trời-Đất-Biển (Gao Đỏ), Đội Bay lượn (Gao Vàng), Đội Pháo thủ (Gao Bạc)... và tất cả các đội đối đầu với nhau trong trận chiến quyết định này.. Để hiện thực hóa điều ước của họ cũng như giành được danh hiệu "mạnh nhất", một trận đại chiến dữ dội sẽ diễn ra.                                                                   | [ 15 ]        |

## Chú giải
1. 1 2  Tên loài quỷ này viết theo thuyết minh tiếng Việt trong đĩa của Hãng phim Phương Nam.
2. ↑  Trong bộ đĩa DVD mà Toei Video phát hành, 4 tập lớn đầu tiên có tối đa 9 tập nhỏ/tập, còn 5 tập lớn còn lại gồm 10-12 tập nhỏ/tập.[3]
3. ↑  Tạm dịch: Gao gấu trúc xuất hiện!!
4. ↑  Tạm dịch: Siêu nhân gao: Tiếng gầm của núi lửa
5. ↑  TV Movie là những bộ phim được chiếu trên truyền hình nhưng có thời lượng như một tác phẩm điện ảnh.
6. ↑  Tạm dịch: Siêu nhân cuồng phong đối đầu Siêu nhân gao
7. ↑  "Lực lượng sức mạnh siêu thú" (viết tắt là LLSMST) là một tên gọi khác của các chiến binh Gao
8. ↑  Bộ phim phát hành kép với tác phẩm Kamen Rider Agito: Project G4. thuộc sê-ri Kamen Rider.[10]